# Arbois
Pour les articles homonymes, voir Arbois (homonymie).
Arbois (/aʁ.bwa/) est une commune française située dans le département du Jura, la région culturelle et historique de Franche-Comté et la région administrative Bourgogne-Franche-Comté.
Avec 3 463 habitants nommés Arboisiens et Arboisiennes en 2022, elle est la neuvième commune la plus peuplée au niveau départemental. Affichant une altitude qui varie de 246 à 613 mètres, elle se situe en bordure du massif du Jura, au cœur du vignoble jurassien et à l'entrée d'une reculée cernée de falaises abruptes.
Capitale des vins du Jura, Arbois fut la première appellation d'origine contrôlée (AOC) de France dès 1936 sous la dénomination Arbois (AOC). Son nom proviendrait des mots celtes ar et bos signifiant « terre fertile ».
Arbois est un pôle culturel, touristique et gastronomique important en Franche-Comté, avec une dizaine de bâtiments protégés au titre des monuments historiques, trois musées, de nombreux hôtels et restaurants renommés, de grands domaines viticoles et un cadre naturel remarquable propice à la randonnée.
Arbois doit également sa renommée à Louis Pasteur qui y déménagea avec sa famille en 1830 à l'âge de huit ans. Après avoir hérité de la maison familiale, il y installa un laboratoire dans lequel il réalisa des expérimentations sur la vigne pour mettre au point le procédé de pasteurisation.

## Géographie

### Situation
La commune d'Arbois est située en Franche-Comté, dans le nord-est du département du Jura. Les grandes villes les plus proches sont Besançon, préfecture du département du Doubs, située à 42 km à vol d'oiseau vers le nord-est, Dijon, préfecture de région, située à 72 km en direction du nord-ouest, et les villes suisses de Lausanne distante de 78 km au sud-ouest et de Genève à 83 km au sud. Paris, la capitale, se trouve à 335 km au nord-ouest. Arbois est à 30 km au nord-est de Lons-le-Saunier, préfecture du département du Jura, et à 30 km au sud-est de Dole, sous-préfecture et ville la plus peuplée du département.
Le territoire communal est limitrophe de treize autres communes.
| Grozon            | Vadans, Villette-lès-Arbois, Montigny-lès-Arsures | Aiglepierre, Pretin             |
| Buvilly, Pupillin | Arbois                                            | Mesnay Les Planches-près-Arbois |
|                   | Poligny, Molain                                   | La Châtelaine                   |

### Géologie et relief

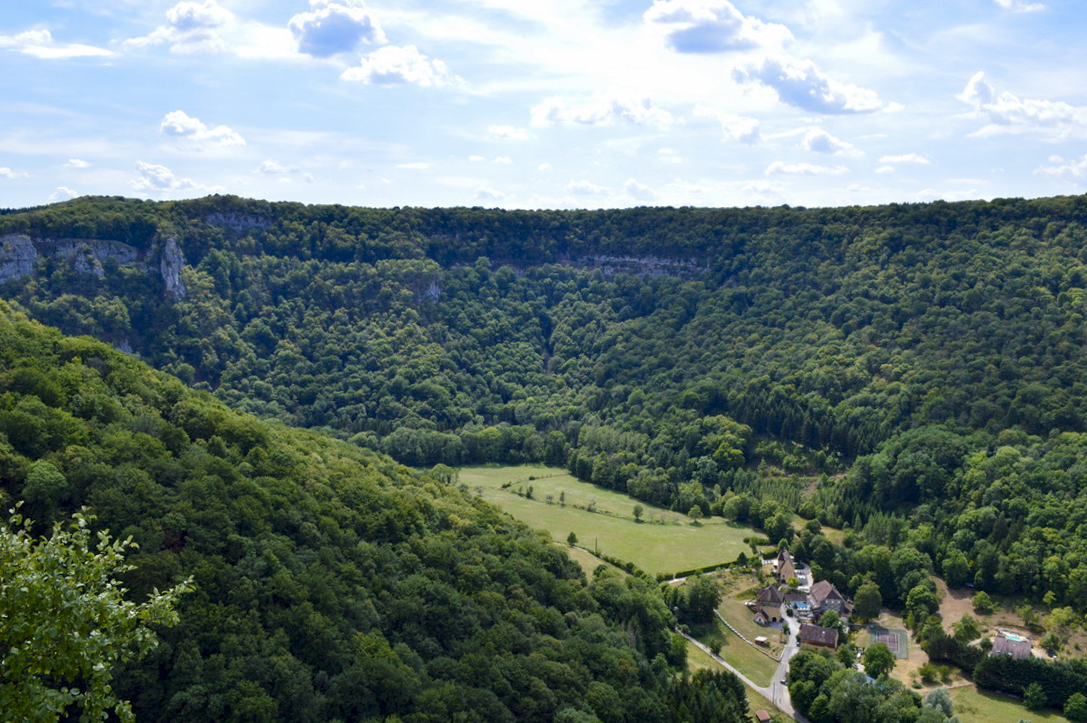
Le cirque du Fer à Cheval, au bout de la reculée d'Arbois.

La superficie de la commune est de 4 542 hectares ; son altitude varie de 246 à 613 mètres. Le point le plus bas se situe à l'endroit où la Cuisance quitte le territoire communal et son point culminant au sud de la commune dans la forêt d'Arbois au lieu-dit de la Côte de Pierre Encise. Le centre-ville, situé à une altitude comprise entre  270 et 310 mètres, est dominé au sud par l'Ermitage (425 mètres).
Arbois fait partie du Revermont puisqu'elle se trouve au pied du premier plateau du Jura, à la sortie de la reculée des Planches dans laquelle la Cuisance prend sa source. Associée à Salins-les-Bains et Poligny, elle formait le « Pays du Revermont », un regroupement dissous dans les années 2010.
Les premières pentes du plateau du Jura sont consacrées aux vignobles, et la forêt couvre le dessus du plateau et les pentes en ubac.

### Hydrographie
Arbois est traversée par la Cuisance, une rivière longue de 32,2 km qui prend sa source dans la reculée d'Arbois et parcourt le territoire de la commune sur une dizaine de kilomètres. Le Ruisseau Javel, d'une longueur de 3,15 km prend sa source à l'est dans la commune de Mesnay et se jette dans la Cuisance à Arbois. Le centre-ville s'est développé principalement entre ses deux cours d'eau. Le Glanon, un ruisseau de 6,7 km qui prend naissance sur la commune de Pupillin au sud d'Arbois, traverse en partie l'ouest de la commune. Le Ruisseau d'Orgevaux est un autre affluent de la Cuisance qui parcourt 3,18 km uniquement sur le territoire d'Arbois. D'autres cours d'eau mineurs traversent la commune tels que le Ruisseau Saint-Jean, le Ruisseau de Pupillin, le Ruisseau de Gaillardon et le Ruisseau du Sorbief.

### Climat
Pour des articles plus généraux, voir Climat de la Bourgogne-Franche-Comté et Climat du département du Jura.
En 2010, le climat de la commune est de type climat de montagne, selon une étude du Centre national de la recherche scientifique s'appuyant sur une série de données couvrant la période 1971-2000. En 2020, Météo-France publie une typologie des climats de la France métropolitaine dans laquelle la commune est exposée à un climat semi-continental et est dans la région climatique Jura, caractérisée par une forte pluviométrie en toutes saisons (1 000 à 1 500 mm/an), des hivers rigoureux et un ensoleillement médiocre.
Pour la période 1971-2000, la température annuelle moyenne est de 10,8 °C, avec une amplitude thermique annuelle de 17,5 °C. Le cumul annuel moyen de précipitations est de 1 262 mm, avec 12,9 jours de précipitations en janvier et 9,1 jours en juillet. Pour la période 1991-2020, la température moyenne annuelle observée sur la station météorologique installée sur la commune est de 11,7 °C et le cumul annuel moyen de précipitations est de 1 202,6 mm. 
La température maximale relevée sur cette station est de 38,9 °C, atteinte le 7 août 2003 ; la température minimale est de −15,4 °C, atteinte le 5 février 2012,,.
| Mois                                  | jan.             | fév.           | mars           | avril         | mai           | juin          | jui.          | août           | sep.           | oct.            | nov.            | déc.           | année      |
| ------------------------------------- | ---------------- | -------------- | -------------- | ------------- | ------------- | ------------- | ------------- | -------------- | -------------- | --------------- | --------------- | -------------- | ---------- |
| Température minimale moyenne (°C)     | 0,4              | 0,9            | 3,4            | 6,4           | 10            | 13,2          | 14,9          | 14,7           | 11,2           | 8,4             | 3,9             | 1,1            | 7,4        |
| Température moyenne (°C)              | 3,3              | 4,4            | 7,8            | 11,3          | 15            | 18,5          | 20,3          | 20,1           | 16,2           | 12,7            | 7,2             | 4              | 11,7       |
| Température maximale moyenne (°C)     | 6,2              | 7,9            | 12,2           | 16,3          | 19,9          | 23,8          | 25,7          | 25,4           | 21,3           | 16,9            | 10,5            | 6,9            | 16,1       |
| Record de froid (°C) date du record   | −13,8 05.01.1995 | −15,4 05.02.12 | −13,4 01.03.05 | −4,3 08.04.03 | −1 06.05.19   | 2,8 02.06.06  | 7,4 24.07.11  | 4,6 31.08.1995 | 1,7 30.09.1995 | −4,6 31.10.1997 | −9,4 23.11.1998 | −14,8 24.12.01 | −15,4 2012 |
| Record de chaleur (°C) date du record | 18,2 01.01.23    | 21,7 24.02.21  | 25,1 31.03.21  | 28 21.04.18   | 31,4 25.05.09 | 36,1 26.06.19 | 38,2 24.07.19 | 38,9 07.08.03  | 33,5 14.09.20  | 29,6 07.10.09   | 22,9 08.11.15   | 18,9 31.12.22  | 38,9 2003  |
| Précipitations (mm)                   | 87,1             | 85             | 87,5           | 93,6          | 122,6         | 90,8          | 99,1          | 102,3          | 91,7           | 116             | 119             | 107,9          | 1 202,6    |

| Diagramme climatique                                  |          |             |             |             |              |              |               |              |            |            |             |
| J                                                     | F        | M           | A           | M           | J            | J            | A             | S            | O          | N          | D           |
| 6,20,487,1                                            | 7,90,985 | 12,23,487,5 | 16,36,493,6 | 19,910122,6 | 23,813,290,8 | 25,714,999,1 | 25,414,7102,3 | 21,311,291,7 | 16,98,4116 | 10,53,9119 | 6,91,1107,9 |
| Moyennes : • Temp. maxi et mini °C • Précipitation mm |          |             |             |             |              |              |               |              |            |            |             |

Les paramètres climatiques de la commune ont été estimés pour le milieu du siècle (2041-2070) selon différents scénarios d'émission de gaz à effet de serre à partir des nouvelles projections climatiques de référence DRIAS-2020. Ils sont consultables sur un site dédié publié par Météo-France en novembre 2022.

## Urbanisme

### Typologie
Au 1er janvier 2024, Arbois est catégorisée bourg rural, selon la nouvelle grille communale de densité à sept niveaux définie par l'Insee en 2022.
Elle appartient à l'unité urbaine d'Arbois, une agglomération intra-départementale regroupant deux  communes, dont elle est ville-centre,,. Par ailleurs la commune fait partie de l'aire d'attraction d'Arbois, dont elle est la commune-centre,. Cette aire, qui regroupe 16 communes, est catégorisée dans les aires de moins de 50 000 habitants,.

### Occupation des sols
L'occupation des sols de la commune, telle qu'elle ressort de la base de données européenne d’occupation biophysique des sols Corine Land Cover (CLC), est marquée par l'importance des forêts et milieux semi-naturels (48,9 % en 2018), en diminution par rapport à 1990 (49,7 %). La répartition détaillée en 2018 est la suivante : 
forêts (48,3 %), cultures permanentes (17,7 %), terres arables (9,8 %), zones agricoles hétérogènes (9,6 %), prairies (9 %), zones urbanisées (4,2 %), zones industrielles ou commerciales et réseaux de communication (0,9 %), milieux à végétation arbustive et/ou herbacée (0,5 %). L'évolution de l’occupation des sols de la commune et de ses infrastructures peut être observée sur les différentes représentations cartographiques du territoire : la carte de Cassini (XVIIIe siècle), la carte d'état-major (1820-1866) et les cartes ou photos aériennes de l'IGN pour la période actuelle (1950 à aujourd'hui).

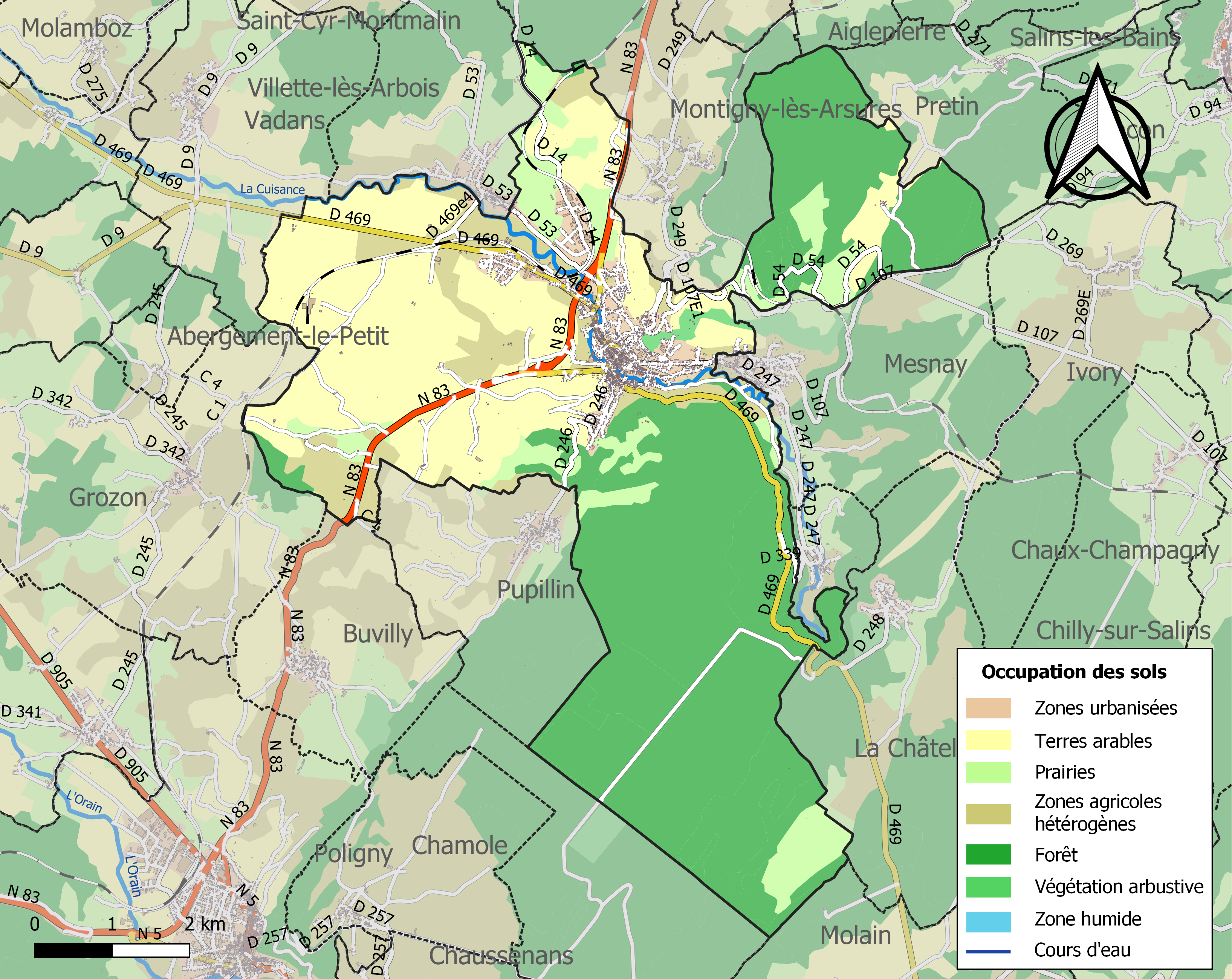
Carte des infrastructures et de l'occupation des sols de la commune en 2018 (CLC).

Arbois possède un paysage typique de la région naturelle du Revermont. La plaine est plutôt occupée par une agriculture de type céréalière avec des parcelles de taille moyenne. Les bas du coteau sont principalement cultivés en prairies entourées de petites haies pour l'élevage laitier. Certaines vignes sont cultivées dans la même zone. Le reste des coteaux est occupé par de petites parcelles de vigne avec quelques prés disséminés suivant les zones. Le haut des coteaux et le plateau sont recouverts de bois.

### Quartiers
La ville d'Arbois est divisée en onze quartiers, chacun possédant une histoire riche et un caractère distinct.

#### Centre-ville
Le Centre-ville d'Arbois est le cœur historique et culturel de la commune. Situé autour de la place principale, il s'articule autour de bâtiments anciens, d'hôtels particuliers et de rues pavées qui témoignent de l'importance de la ville depuis le Moyen Âge. Ce quartier abrite plusieurs monuments emblématiques tels que l'église Saint-Just, classée monument historique, et la tour Gloriette, vestige des anciennes fortifications de la ville.
Historiquement, le Centre-ville fut le point central des activités commerciales et artisanales. Il s'est développé autour de la Cuisance, traversant la ville et servant autrefois de voie pour le transport des marchandises.
Le quartier continue d'évoluer aujourd'hui, avec des initiatives visant à préserver son patrimoine tout en s'adaptant aux besoins contemporains. Par exemple, plusieurs bâtiments historiques ont été restaurés pour accueillir des musées, des galeries d'art, et des espaces culturels. Le Musée Sarret de Grozon, situé dans un ancien hôtel particulier du XVIIIe siècle, expose des œuvres d'art et des objets relatifs à l'histoire locale.

#### Faramand - Saint-Jean
Le quartier Faramand - Saint-Jean, autrefois appelé Faubourg de Faramand, est situé au sud du centre-ville, sur la rive gauche de la Cuisance. Ce quartier tire son nom de la tribu burgonde des Faramans, signifiant « nouveaux venus », qui se serait installée dans la région au Ve siècle. Cette implantation, associée au développement d'Arbois à partir du Moyen Âge, est l'un des premiers faubourgs de la ville. La première mention historique du Faubourg de Faramand date de 1053, lors de la fondation d'une maladrerie.
Les axes principaux desservant ce quartier incluent la route de Lyon, la rue de Faramand, la route de Champagnole et la rue de Pupillin. Ces routes ont joué un rôle stratégique lors des sièges qu'a subis Arbois, notamment celui de Louis XIV en 1674, lorsque les troupes royales ont incendié les faubourgs lors des combats contre les habitants.

#### Verreux - Larney
Le quartier Verreux - Larney, situé au nord-est du centre-ville, correspond aux anciens faubourgs de Verreux et Larney. Ces quartiers portent les noms d'anciennes familles influentes des XIIIe et XIVe siècles. Historiquement, ils furent des zones de développement à l'extérieur des premières fortifications d'Arbois. Aujourd'hui, le quartier est marqué par la présence du château de Verreux, une demeure du XVIIIe siècle, qui fait actuellement l'objet de travaux de restauration dans le but d'en faire un centre culturel et touristique.
Le château de Verreux est aussi un symbole du patrimoine viticole d'Arbois, ayant servi de lieu de préparation pour le dossier qui a conduit à l'obtention de l'AOC des vins d'Arbois en 1936. Ce quartier est également traversé par des rues emblématiques comme la rue de Verreux et la rue de Larney.

#### Bergère - Besancenot
Le quartier Bergère - Besancenot est un secteur résidentiel récent, en développement dans les décennies passées. Il tire son nom de deux lieux-dits historiques situés à l'ouest d'Arbois, qui étaient autrefois des zones agricoles. Aujourd'hui, le quartier est principalement résidentiel, avec des habitations modernes et des aménagements pour les familles et les jeunes ménages.

#### Clair Logis - Changin
Le quartier Clair Logis - Changin est une zone résidentielle créée après la Seconde Guerre mondiale, dans le cadre des efforts de reconstruction et de modernisation de l'habitat en France. L'origine du nom "Clair Logis" provient d'un programme national de construction de maisons individuelles abordables, visant à améliorer les conditions de vie des familles. Le secteur de Changin, qui le jouxte, est un quartier ancien qui s'est développé autour de l'agriculture et du commerce local.

#### Gare d'Arbois
Le quartier de la Gare s'est formé autour de la gare d'Arbois, construite au XIXe siècle avec l'arrivée du train en Franche-Comté. Ce quartier a joué un rôle important dans le développement industriel de la ville, facilitant les échanges de marchandises, en particulier pour l'exportation des vins de la région. Bien que moins actif aujourd'hui, il reste un nœud important pour le transport régional.

#### Hôpital - Cesy
Le quartier Hôpital - Cesy doit son nom à l'hôpital local, un établissement médical historique qui a desservi les Arboisiens pendant plusieurs siècles. Le secteur de Cesy, qui l'entoure, est un ancien faubourg de la ville, historiquement lié à l'activité agricole. Aujourd'hui, le quartier conserve une fonction à la fois résidentielle et médicale.

#### La Platière - Route de Lyon
Le quartier La Platière - Route de Lyon est situé sur l'axe principal qui relie Arbois à Lyon. Ce secteur, historiquement un point d'entrée dans la ville, a vu son développement s'accélérer avec la modernisation des infrastructures routières au XXe siècle. Aujourd'hui, il abrite des commerces et des résidences, tout en étant un passage clé pour le transport routier.

#### Maison Pasteur
Le quartier Maison Pasteur est un lieu emblématique d'Arbois, car il abrite la maison de Louis Pasteur, célèbre scientifique qui a effectué de nombreuses recherches dans sa maison familiale. Aujourd'hui, cette maison est un musée, attirant des visiteurs du monde entier et renforçant la notoriété d'Arbois comme lieu de mémoire scientifique.

#### Piscine
Le quartier Piscine tire son nom du complexe aquatique d'Arbois, un lieu apprécié par les habitants pour les loisirs et les activités sportives. Le quartier a été aménagé autour de ces infrastructures dans les années 1970, et se compose aujourd'hui principalement de résidences modernes.

#### ZA Villette - Fin de Changin
Le ZA Villette - Fin de Changin est une zone d'activité économique située en périphérie de la ville. Ce quartier s'est développé pour accueillir des entreprises locales et régionales, avec une priorité donnée à l'artisanat et aux petites industries. Il se situe à la jonction entre les zones résidentielles et les zones industrielles d'Arbois.

### Logement

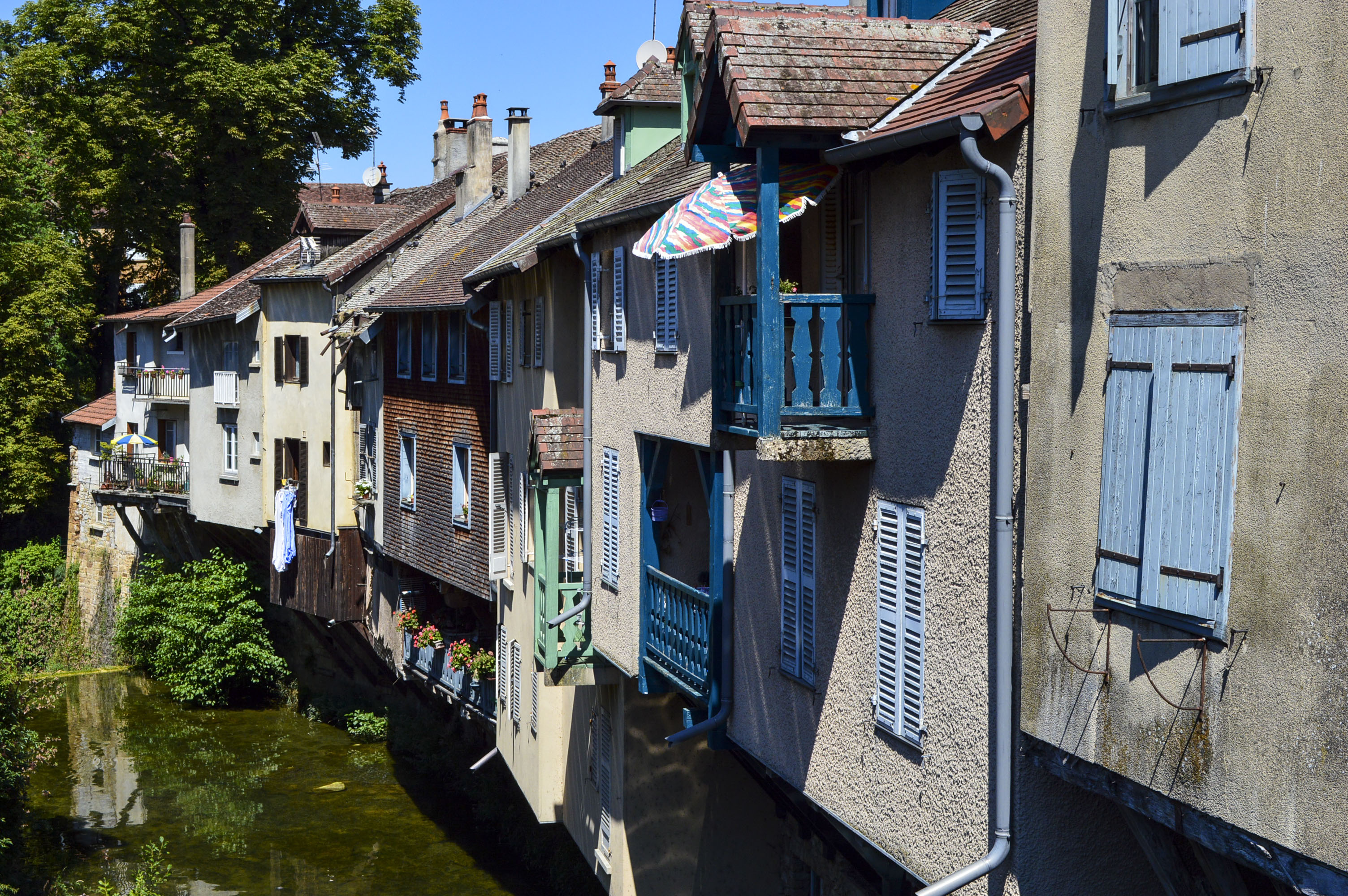
Vieilles maisons à encorbellement au-dessus de la Cuisance.

Au recensement de 2019, la commune comptait 2 045 logements dont 1 638 étaient des résidences principales, 302 des logements vacants et 105 des résidences secondaires. Le nombre de logements situé dans des immeubles collectifs s'élève à 740 appartements, soit 36.2 % du total, et 1 302 maisons individuelles. Sur les 1 638 résidences principales construites avant 2016 que compte la commune, 646 (39.4 %) ont été achevées avant 1919, 808 (49.3 %) entre 1919 et 1990, et 184 (11.3 %) de 1991 à 2015. L'ancienneté d'emménagement dans la résidence principale montre que sur les 3 050 habitants des ménages de la commune au recensement de 2019, 1 659 ont emménagé depuis 10 ans ou plus, 1 074 depuis 2 à 9 ans et 316 depuis moins de 2 ans.
| 1968  | 1975  | 1982  | 1990  | 1999  | 2008  | 2013  | 2019  |
| ----- | ----- | ----- | ----- | ----- | ----- | ----- | ----- |
| 1 578 | 1 789 | 1 766 | 1 890 | 1 969 | 2 039 | 2 051 | 2 045 |

### Transport et voies de communication

#### Infrastructure routière
La commune d'Arbois est traversée selon un axe nord-sud par la route nationale 83, d'une longueur de 57 km qui relie Besançon à l'autoroute A39 en réalisant la jonction entre la route nationale 57 et l'autoroute A391. L'échangeur autoroutier le plus proche est donc situé à 21 kilomètres au sud-ouest par la route, il s'agit de la sortie no 7 Bersaillin de l'A39 dite l'autoroute verte (Dijon-Bourg-en-Bresse). La route départementale 469 est le deuxième axe routier important qui permet, depuis Arbois, d'atteindre Dole au nord-ouest et Champagnole au sud-est. La route départementale D107 part de la commune en direction de l'est pour rejoindre Pontarlier et la Suisse. Enfin un réseau de routes secondaires permet de relier Arbois aux communes environnantes, la route départementale 246 au sud vers Pupillin, la route départementale 53 à l'ouest vers Villette-lès-Arbois, la route départementale 14 au  nord vers Villeneuve-d'Aval et Villers-Farlay et la route départementale 339 au sud vers Les Planches-près-Arbois.

#### Transports en commun
Des autocars du réseau interurbain de la Bourgogne-Franche-Comté Mobigo font une halte à Arbois sur la ligne LR316 Arbois-Champagnole et la ligne LR 312 Arbois-Dole.

#### Liaisons ferroviaires et aériennes

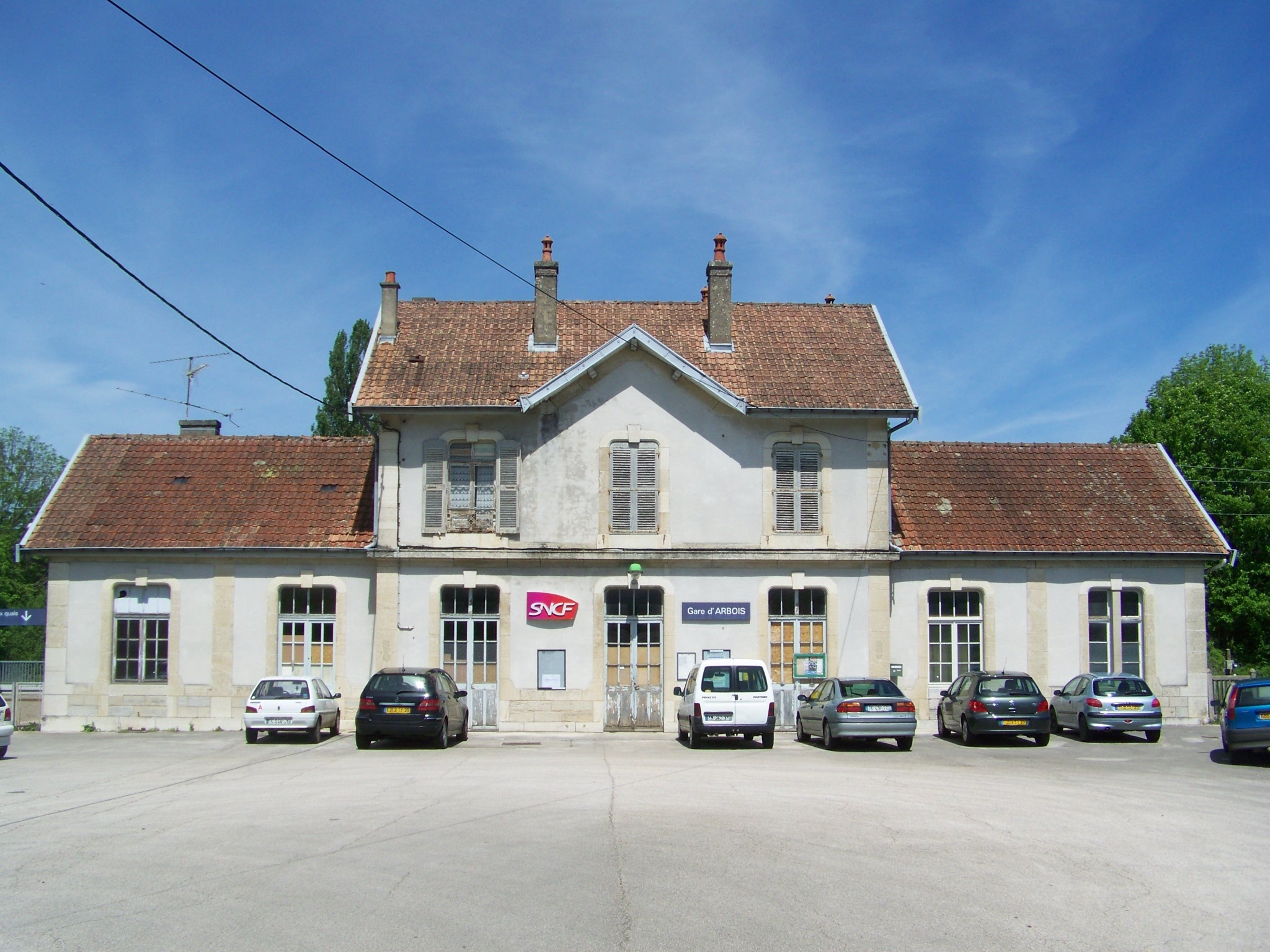
La gare SNCF d'Arbois.

La gare d'Arbois, située sur la ligne de Mouchard à Bourg-en-Bresse, est desservie quotidiennement par des trains du réseau TER Bourgogne-Franche-Comté qui la relient directement aux gares de Belfort, Besançon-Viotte, Bourg-en-Bresse, Lons-le-Saunier, Lyon-Part-Dieu et Lyon-Perrache. Le temps de parcours le plus rapide est d'environ 0 h 40 jusqu'à la gare de Besançon-Viotte et de 0 h 30 jusqu'à la gare de Lons-le-Saunier. Par ailleurs, la gare de Mouchard située à 10 minutes de celle d'Arbois, est desservie par des TGV Lyria de Paris-Gare-de-Lyon à Lausanne et des TER à destination de Dole-Ville, Pontarlier et Saint-Claude. Le trajet le plus court de Paris à Arbois, avec correspondance à Mouchard, est d'environ 2 h 30. La commune disposait d'un aérodrome avec une piste à usage restreint (code OACI LFGD), qui a été fermé en 2011. L'aéroport français le plus proche est celui de Dole-Jura (35 km) tandis que les aéroports internationaux situés dans un rayon de 200 kilomètres sont l'aéroport de Genève (109 km par la route), l'aéroport de Berne (170 km) et l'aéroport de Lyon-Saint-Exupéry (183 km).

## Toponymie
Dans certaines régions comme les Vosges, le terme arbois est utilisé pour désigner le cytise, une plante commune des zones montagneuses.
Ces différentes interprétations sous-entendent une convergence autour de la terre et de la végétation de la région.

## Histoire

### Préhistoire
L'histoire d'Arbois débute bien avant les premiers récits écrits, avec des traces d'occupation humaine remontant au Paléolithique.

#### Paléolithique
Les plus anciennes traces d'occupation dans la région d'Arbois datent du Paléolithique final, soit environ 12300 à 9700 av. J.-C. Des fouilles menées à la ZAC de l'Ethole ont permis de découvrir des outils lithiques, principalement en silex, utilisés par les chasseurs-cueilleurs de cette époque pour capturer les grands herbivores comme les aurochs et les cerfs.

#### Mésolithique
Au cours du Mésolithique, Arbois devient un site d'intérêt pour des groupes de chasseurs-cueilleurs qui établissent des campements temporaires dans la vallée de la Cuisance. Le site de l'Ethole présente des traces d'occupation avec des foyers, des outils de chasse sophistiqués tels que des pointes de flèches, et des restes d'animaux. Lors des fouilles, il est relevé que plusieurs campements sont localisés sur la zone de l'Ethole. Le plus ancien date de 7 500 ans av. J.-C. avec une deuxième phase d’occupation datée de 6 500 ans. Selon Frédéric Seara, conservateur régional d’archéologie à la Direction régionale des affaires culturelles (DRAC) Grand Est, on peut imaginer des groupes d'une quinzaine d'individus qui s'installaient pour la chasse. Ils chassaient dans les environs aurochs, sangliers et chevreuils.

#### Néolithique
À partir du Néolithique (5000 – 2200 av. J.-C.), la région voit l'émergence des premières pratiques agricoles. Les habitants commencent à cultiver la terre et à élever des animaux. Des vestiges de céramiques et des structures domestiques ont été retrouvés, témoignant d'une vie sédentaire.

#### Âge du Bronze
L'Âge du Bronze (2200 – 800 av. J.-C.) est marqué par l'émergence de petites communautés sédentaires. Des structures d'habitat, dont des greniers sur pilotis, ainsi que des artefacts en cuivre, ont été découverts à Arbois, suggérant une organisation sociale plus complexe. Les rites funéraires de cette époque sont également bien documentés avec des tumulus dans la forêt des Moidons.

### Antiquité
Bien que l'Antiquité d'Arbois soit moins bien documentée que d'autres périodes, des fouilles archéologiques ont révélé des preuves de l'influence romaine sur la région. Des monnaies romaines et des fragments de céramique sigillée (une poterie gallo-romaine caractérisée par son vernis rouge brillant) ont été découverts, témoignant de la présence romaine dans la région. Ces artefacts indiquent qu'Arbois faisait partie des réseaux commerciaux romains, notamment grâce à sa situation près des routes reliant Lyon à d'autres parties de la Gaule romaine.
Les vins d'Arbois, réputés pour leur qualité, étaient déjà connus des Romains, ce qui montre que la viticulture dans la région remonte à l'époque romaine. Des amphores utilisées pour le transport du vin ont également été retrouvées, confirmant l’importance du vin dans le commerce local et régional à cette époque.
Ces découvertes suggèrent qu'Arbois, bien qu'étant une petite localité à l'époque, jouissait d'une certaine prospérité grâce à son agriculture et à sa connexion aux grandes voies commerciales de l'Empire romain, comme la Via Agrippa, qui reliait Lyon à Boulogne-sur-Mer en passant par des villes importantes de la Gaule.

### Moyen Âge
Jusqu'en 1260, Arbois fut une villa, ou bourg sans défense. À partir de cette date, la ville commença à s'entourer de remparts percés de cinq portes, leur construction s'étendant sur environ dix ans. Ces fortifications témoignent de l'importance croissante de la ville au sein du Comté de Bourgogne.

#### Les sièges d'Arbois
La ville d'Arbois a été assiégée à plusieurs reprises, notamment au cours de la guerre de Cent Ans et lors des conflits entre la France et le Saint-Empire romain germanique pour le contrôle de la Franche-Comté. Au total, sept sièges ont marqué son histoire entre 1364 et 1674[réf. souhaitée].
Le premier siège important d'Arbois eut lieu en 1364, lorsque des routiers (mercenaires itinérants) tentèrent de s'emparer de la ville. Cependant, leur attaque échoua, et Arbois parvint à repousser ces envahisseurs.
Après la mort de Charles le Téméraire en 1477, le roi de France Louis XI lança une série d'attaques pour s'emparer de la Franche-Comté, alors sous domination bourguignonne. En 1479, les troupes de Louis XI assiégèrent Arbois. Ce premier siège fut un échec, malgré l'envoi de Charles d'Amboise pour conduire les opérations. Les habitants de la ville, renforcés par les villageois voisins, montrèrent une forte résistance, et les forces françaises furent contraintes de battre en retraite après de lourdes pertes.
Louis XI ordonna un second assaut sur Arbois la même année. Les troupes françaises firent preuve de grande brutalité, mais à nouveau, la ville résista avec ténacité. Bien que les défenseurs aient subi des pertes importantes, ils réussirent à maintenir les assiégeants à distance, contraignant les forces de Charles d'Amboise à se retirer.

#### Le château de la Châtelaine
Entre 1205 et 1212, les comtes de Bourgogne firent construire un château sur le mont de la Châtelaine, à environ 4,5 km au sud-est d'Arbois. Ce château avait pour but de protéger la ville. Malheureusement, il fut gravement endommagé lors du siège de 1479 mené par les troupes françaises de Louis XI[réf. nécessaire].

#### Union et conflits
L’histoire d’Arbois est étroitement liée aux grands bouleversements politiques du Comté de Bourgogne. À partir du XIVe siècle, le comté fut tour à tour intégré dans des alliances germanique et française, notamment par des mariages royaux. L’union du comté et du duché de Bourgogne dura plus de 150 ans, jusqu’à la mort de Charles le Téméraire. Les luttes entre la France et les Habsbourg pour le contrôle de la Franche-Comté culminèrent à la fin du XVe siècle, marquant des décennies de conflits pour la ville d'Arbois.
Arbois résista à plusieurs attaques avant que la Franche-Comté ne soit définitivement annexée par la France sous le règne de Louis XIV à la suite du Traité de Nimègue en 1678,.

### Époque moderne
- En août 1595, après un siège de quelques jours, la ville est prise par les troupes françaises (5 000 hommes et de l'artillerie) du maréchal de Biron (Charles de Gontaut). La population arboisienne qui refusait les appels à la reddition et n'était protégée par aucune garnison n'a pu résister face aux canons. Des exactions sont commises par les français. Henri IV arrivé sur place le 9 août, ne fait rien pour y mettre un terme. Il exige même le versement d'une rançon. Le roi de France fait pendre[Note 5] le capitaine Jean (ou Joseph) Morel, dit Capitaine Prince, défenseur de la ville, à la demande d'Antoine d'Aumont, fils de Jean VI d' Aumont, qui faisait partie de l'État-major du maréchal de Biron. Ils reprochaient à Morel sa faible défense de leur château d'Étrabonne qui avait été pris par Louis de Beauvau de Tremblecourt peu avant[41].
- Sous le règne de Louis XIII, lors de la guerre de Dix Ans, Arbois soutient un nouveau siège en 1638 : le duc de Longueville prend la ville, la pille et l'incendie.
- Après le siège victorieux de 1668 (guerre de Dévolution), la ville est encore prise par Louis XIV lors la seconde conquête : après l'échec de François de La Mothe-Villebret[42] en mars 1674, les Français l'emportent le 10 juin de la même année[Note 6]. Les fortifications sont démantelées.

- Par le traité de Nimègue de 1678, la Franche-Comté devient française.
- Durant la Révolution, le curé d'Arbois Ignace, François, Xavier Bruet participe aux États généraux de 1789.
- Jean-Charles Pichegru originaire de la cité se fait remarquer durant les guerres de la Révolution. Accusé de trahison et emprisonné, il est retrouvé mort dans sa cellule : suicide ou exécution ?

### Époque contemporaine
- En 1834, une insurrection éclate en soutien à la révolte des Canuts[43] (la Sanglante semaine) ; les vignerons proclament, le 13 avril, la République d'Arbois, et le 14 marchent sur Poligny pour s'emparer d'un magasin de poudre. Lorsque le sous-préfet leur demande qui est leur chef, ils répondent en patois local par cette formule devenue célèbre : « Mo foi, monsue le sous-préfet, no sin tous tsefs » (« Ma foi, monsieur le sous-préfet, nous sommes tous chefs »)[44]. L'ordre est rétabli quelques jours après. Cette réponse impertinente qui défraya la chronique est reprise à Lyon lors de l’audience du 16 juin 1835 par l’un des Canuts co-accusé des troubles d’avril 1834[45]. La phrase est souvent citée de façon erronée en l'attribuant aux défenseurs lors d'un des différents sièges d'Arbois au XVIe ou XVIIe siècle, voire de l'un des sièges de Dole.
- Au XIXe siècle, la vigne et l'artisanat sont d'importantes activités.
- Au XXe siècle la ville voit s'implanter de nouvelles industries, et de nouveaux quartiers se font jour.
- Durant la Seconde Guerre mondiale, le canton d'Arbois, foyer de la Résistance intérieure française est à cheval sur la ligne de démarcation qui passe à quelques kilomètres au sud de la commune située en zone occupée.

## Politique et administration

### Découpage territorial
La commune est membre de la communauté de communes Arbois, Poligny, Salins – Cœur du Jura, un établissement public de coopération intercommunale (EPCI) à fiscalité propre créé en 2017, dont le siège est basé à Poligny.
Sur le plan administratif, elle est rattachée à l'arrondissement de Dole, au département du Jura et à la région Bourgogne-Franche-Comté.
Sur le plan électoral, elle dépend du canton d'Arbois conservé et agrandi lors du redécoupage cantonal de 2014 pour l'élection des conseillers départementaux et de la troisième circonscription du Jura pour les élections législatives.

### Administration municipale

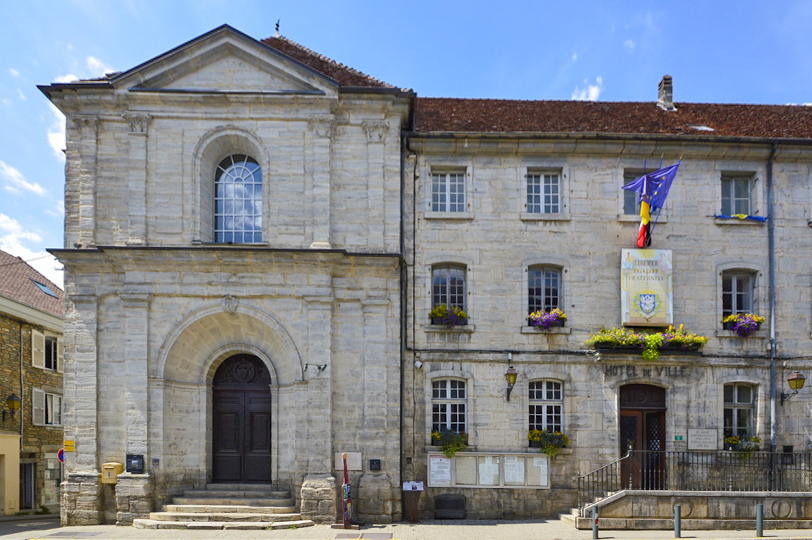
L'hôtel de ville d'Arbois.

Le nombre d'habitants au dernier recensement étant compris entre 2 500 et 3 499, le nombre de membres du conseil municipal est de 23. La maire est secondée par six adjoints et deux conseillers délégués. La maire actuelle de la commune est Valérie Depierre, née en 1975, élue pour la première fois le 18 mai 2020.
| Tête de liste | Tête de liste    | Liste                           | Premier tour | Premier tour | Second tour | Second tour | Élus | Élus |
| Tête de liste | Tête de liste    | Liste                           | Voix         | %            | Voix        | %           | CM   | CC   |
| ------------- | ---------------- | ------------------------------- | ------------ | ------------ | ----------- | ----------- | ---- | ---- |
|               | Valérie Depierre | Agir ensemble pour Arbois       | 695          | 52,45        | -           | -           | 18   | 9    |
|               | Martine Pingat   | Pour Arbois unissons nos forces | 630          | 47,55        | -           | -           | 5    | 2    |

### Liste des maires d'Arbois
| Période                                  | Période   | Identité                                      | Étiquette    | Qualité                                                                                  |
| ---------------------------------------- | --------- | --------------------------------------------- | ------------ | ---------------------------------------------------------------------------------------- |
| 1852                                     | 1868      | Comte Albert-Flavien de Froissard de Broissia |              | Propriétaire du château de Neublans Conseiller général du canton de Chaussin (1848-1869) |
| Les données manquantes sont à compléter. |           |                                               |              |                                                                                          |
| 1947                                     | mars 1965 | Marcel Poux                                   | RPF puis UNR | Négociant Conseiller général (1945-1965)                                                 |
| mars 1965                                | mars 1971 | Marcelle Bocat                                |              |                                                                                          |
| mars 1971                                | mars 1977 | Constant Chauvin                              | PS           |                                                                                          |
| mars 1977                                | mars 1983 | Jean-Pierre Bocat                             | RPR          |                                                                                          |
| mars 1983                                | mars 1989 | Constant Chauvin                              | PS           | Conseiller général (1979-1985)                                                           |
| mars 1989                                | juin 2000 | Jean-Pierre Bocat                             | RPR          |                                                                                          |
| juin 2000                                | mars 2008 | Raymond Page                                  | RPR puis UMP |                                                                                          |
| mars 2008                                | mai 2020  | Bernard Amiens                                | UDI          | Retraité                                                                                 |
| mai 2020                                 | en cours  | Valérie Depierre                              | G.s puis DVG | Vice-présidente du Conseil régional de Bourgogne-Franche-Comté (2016 → 2021)             |

### Tendances politiques et résultats
| Scrutin             | 1er tour | 1er tour        | 1er tour | 1er tour | 1er tour        | 1er tour | 1er tour | 1er tour       | 1er tour | 1er tour | 1er tour      | 1er tour | 1er tour | 1er tour          | 1er tour | 2d tour | 2d tour       | 2d tour | 2d tour | 2d tour       | 2d tour |
| Scrutin             | 1er      | 1er             | %        | 2e       | 2e              | %        | 3e       | 3e             | %        | 4e       | 4e            | %        | 5e       | 5e                | %        | 1er     | 1er           | %       | 2e      | 2e            | %       |
| ------------------- | -------- | --------------- | -------- | -------- | --------------- | -------- | -------- | -------------- | -------- | -------- | ------------- | -------- | -------- | ----------------- | -------- | ------- | ------------- | ------- | ------- | ------------- | ------- |
| Présidentielle 2002 |          | Chirac (RPR)    | 18,87    |          | Le Pen (FN)     | 15,04    |          | Jospin (PS)    | 14,09    |          | Bayrou (UDF)  | 7,82     |          | Chevènement (MDC) | 7,22     |         | Chirac (RPR)  | 83,29   |         | Le Pen (FN)   | 16,71   |
| Présidentielle 2007 |          | Sarkozy (UMP)   | 28,45    |          | Royal (PS)      | 24,45    |          | Bayrou (UDF)   | 19,14    |          | Le Pen (FN)   | 9,53     |          | Besancenot (LCR)  | 85,09    |         | Royal (PS)    | 51,85   |         | Sarkozy (UMP) | 48,15   |
| Présidentielle 2012 |          | Hollande (PS)   | 29,10    |          | Sarkozy (UMP)   | 26,02    |          | Mélenchon (PG) | 15,68    |          | Le Pen (FN)   | 12,65    |          | Bayrou (MoDem)    | 8,99     |         | Hollande (PS) | 55,99   |         | Sarkozy (UMP) | 44,01   |
| Présidentielle 2017 |          | Mélenchon (LFI) | 26,23    |          | Macron (EM)     | 21,76    |          | Fillon (LR)    | 21,35    |          | Le Pen (RN)   | 14,95    |          | Hamon (PS)        | 6,35     |         | Macron (LREM) | 72,89   |         | Le Pen (RN)   | 27,11   |
| Présidentielle 2022 |          | Macron (LREM)   | 27,48    |          | Mélenchon (LFI) | 25,72    |          | Le Pen (RN)    | 16,83    |          | Zemmour (REC) | 7,29     |          | Pécresse (LR)     | 5,70     |         | Macron (LREM) | 63,85   |         | Le Pen (RN)   | 36.15   |

### Finances locales
La commune d'Arbois est enregistrée au répertoire des entreprises sous le code SIREN 213 900 137. Son activité est enregistrée sous le code APE 84.11Z, correspondant aux administrations publiques générales. Elle fait partie de la strate des communes de 3 500  à   5 000 habitants.
En 2020, le budget communal principal s'équilibre à 7 202 000 € dont 3 962 000 € en section de fonctionnement et 3 240 000 € en investissement. La part d'impôts locaux dans les produits de fonctionnement s'établit à 42,32 %, contre 44,21 % pour la strate de communes équivalentes.

### Jumelages
Arbois est jumelée avec :
- Hausach (Allemagne), ville de 5 737 habitants (en 2021) située en Forêt-Noire dans le Land du Bade-Wurtemberg. La convention de jumelage a été signée en 1974;
- Douroula (Burkina Faso), village de 3 311 habitants (en 2021) situé dans la province du Mouhoun. La convention de jumelage a été signée en 1987;
- Panciu (Roumanie), depuis 1991.

## Population et société

### Démographie

#### Évolution démographique
L'évolution du nombre d'habitants est connue à travers les recensements de la population effectués dans la commune depuis 1793. Pour les communes de moins de 10 000 habitants, une enquête de recensement portant sur toute la population est réalisée tous les cinq ans, les populations de référence des années intermédiaires étant quant à elles estimées par interpolation ou extrapolation. Pour la commune, le premier recensement exhaustif entrant dans le cadre du nouveau dispositif a été réalisé en 2006.

En 2022, la commune comptait 3 146 habitants, en évolution de −6,09 % par rapport à 2016 (Jura : −0,81 %, France hors Mayotte : +2,11 %).
| 1793  | 1800  | 1806  | 1821  | 1831  | 1836  | 1841  | 1846  | 1851  |
| ----- | ----- | ----- | ----- | ----- | ----- | ----- | ----- | ----- |
| 6 649 | 6 414 | 6 555 | 6 424 | 6 741 | 7 131 | 7 002 | 6 958 | 6 901 |

| 1856  | 1861  | 1866  | 1872  | 1876  | 1881  | 1886  | 1891  | 1896  |
| ----- | ----- | ----- | ----- | ----- | ----- | ----- | ----- | ----- |
| 6 007 | 6 672 | 5 895 | 5 273 | 5 027 | 4 957 | 4 666 | 4 355 | 4 240 |

| 1901  | 1906  | 1911  | 1921  | 1926  | 1931  | 1936  | 1946  | 1954  |
| ----- | ----- | ----- | ----- | ----- | ----- | ----- | ----- | ----- |
| 4 209 | 4 093 | 3 926 | 3 475 | 3 616 | 3 681 | 3 627 | 3 457 | 3 733 |

| 1962  | 1968  | 1975  | 1982  | 1990  | 1999  | 2006  | 2011  | 2016  |
| ----- | ----- | ----- | ----- | ----- | ----- | ----- | ----- | ----- |
| 3 960 | 4 209 | 4 089 | 3 998 | 3 900 | 3 698 | 3 509 | 3 547 | 3 350 |

| 2021  | 2022  | - | - | - | - | - | - | - |
| ----- | ----- | - | - | - | - | - | - | - |
| 3 193 | 3 146 | - | - | - | - | - | - | - |

#### Pyramide des âges
| Hommes | Classe d’âge | Femmes |
| ------ | ------------ | ------ |
| 1,4    | 90 ou +      | 4,8    |
| 12,1   | 75-89 ans    | 17,4   |
| 23,2   | 60-74 ans    | 20,8   |
| 20,3   | 45-59 ans    | 20,3   |
| 14,6   | 30-44 ans    | 13,6   |
| 15,4   | 15-29 ans    | 11,6   |
| 13,0   | 0-14 ans     | 11,5   |

| Hommes | Classe d’âge | Femmes |
| ------ | ------------ | ------ |
| 1      | 90 ou +      | 2,3    |
| 8,6    | 75-89 ans    | 11,4   |
| 19,2   | 60-74 ans    | 19,6   |
| 20,9   | 45-59 ans    | 20,4   |
| 17,4   | 30-44 ans    | 16,8   |
| 15,7   | 15-29 ans    | 13,6   |
| 17,2   | 0-14 ans     | 15,9   |

### Sports et loisirs
Les principaux clubs sportifs de la ville d'Arbois sont le Triangle d’Or Jura Foot qui évolue dans le championnat de football de Régional 3 pour la saison 2022/2023 et l'Union Sportive Arboisienne Rugby qui participe au championnat de Régionale 1 en 2022/2023. Le Handball Club Arbois Poligny (HBAP) est né en 2023 de la fusion du HBC Poligny et du HB Arbois et compte 350 licenciés: la section féminine ainsi que la section masculine évoluent pour la saison 2023-2024 dans le championnat régional Excellence correspondant au 7e niveau national.
Les équipements sportifs de la commune sont le stade municipal où évolue l'équipe de football, le stade de l'Éthole utilisé par le club de rugby, une piscine, un gymnase, une halle sportive intercommunale et un pôle tennis qui comprend deux courts extérieurs et deux courts couverts.
Créé en 2017, le Marathon des Vins du Jura Terre de Pasteur qui se déroule chaque année part d'Arbois pour une arrivée à Dole. Le Trail du Cirque du Fer à Cheval, organisé depuis 2009, part du centre-ville d'Arbois et parcourt les vignobles, forêts et la reculée d'Arbois. Arbois a été ville-départ du Tour de France en 1963 à l'occasion de la 19e étape dispuitée en contre-la-montre jusqu'à Besançon et remportée par Jacques Anquetil.

### Médias
Les principaux titres de la presse écrite couvrant les actualités de la commune sont les quotidiens Le Progrès (édition de Dole et Jura Nord), diffusé à 140 000 exemplaires et dont le siège est à Lyon, et La Voix du Jura, diffusé à 8 000 exemplaires et basé à Lons-le-Saunier, ainsi que l’hebdomadaire Hebdo 39. La municipalité édite une revue bimestrielle intitulée Arbois, c'est vous !.
La chaîne de télévision France 3 Franche-Comté dont le siège se trouve à Besançon couvre l'information locale d'Arbois et ses environs.

### Cultes
Arbois dispose d'un lieu de culte catholique, l'église Saint-Just. Au sein du diocèse de Saint-Claude, le doyenné de Salins-les-Bains regroupe six paroisses dont celle de Notre-Dame de l'Ermitage à laquelle appartient la commune.
Il n'existe aucun lieu de culte pour les autres religions à Arbois. Les plus proches sont le temple du Saint-Esprit de Besançon pour les Protestants, la synagogue de Besançon pour les Juifs et la mosquée de Champagnole pour les Musulmans.

## Équipements et services publics

### Enseignement

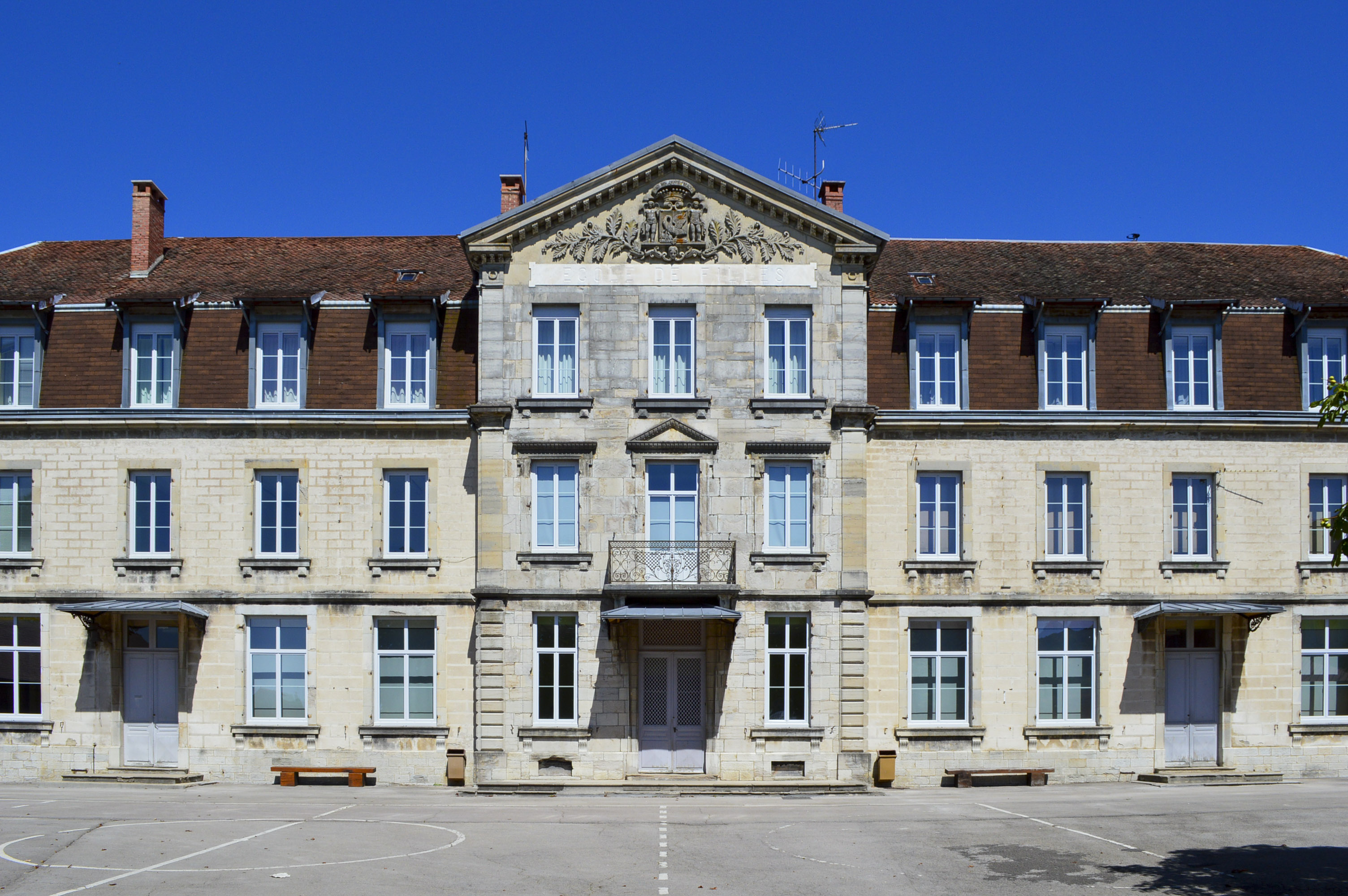
L'école élémentaire publique.

La commune fait partie de l'académie de Besançon, dans la zone A du calendrier scolaire. Dans l'enseignement primaire, la ville compte une école primaire publique qui accueillait plus de 240 élèves pour l'année scolaire 2021-2022 et une école primaire privée, l'école privée Saint-Just (124 élèves). Concernant l'enseignement secondaire, le collège public Louis Pasteur d'Arbois accueille près de 200 élèves et le collège privé Saint-Just d'Arbois environ 60 élèves tandis que les lycées les plus proches sont situés à Poligny (11 km par la route) et Salins-les-Bains (14 km).

### Santé
Le Centre Hospitalier intercommunal du Pays du Revermont né de la fusion en 2017 des établissements d'Arbois, Poligny, Sellières et Salins-les Bains, dispose à Arbois d'un service d’hospitalisation à temps complet en soins de suite et de réadaptation (SSR) de 45 places et d'un établissement d'hébergement pour personnes âgées dépendantes (EHPAD) de 96 places. Une maison de santé pluridisciplinaire actuellement en construction sur la ZAC de l'Ethole et dont l'ouverture est prévue en mars 2023 abritera à terme quatre bureaux de médecins généralistes, sept infirmières, quatre orthophonistes, deux kinésithérapeutes, une psychomotricienne, une psychologue, une diététicienne, et une salle d’urgence. Le centre-ville accueille trois pharmacies.

### Sécurité, justice et secours
La sécurité de la commune est assurée par la brigade de gendarmerie nationale de proximité d'Arbois qui dépend de la communauté de brigades (COB) de Poligny et de la compagnie de Dole au sein du groupement de gendarmerie départementale du Jura.
En matière de justice, la commune dépend du tribunal judiciaire de Lons-le-Saunier, du conseil de prud'hommes de Dole, du tribunal pour enfants de Lons-le-Saunier, du tribunal de commerce de Lons-le-Saunier et du tribunal administratif de Besançon. Elle est rattachée à la cour d'appel de Besançon et à la cour administrative d'appel de Nancy.
Arbois est équipée d'un centre d'intervention et de secours (CIS) du service Départemental d'Incendie et de Secours du Jura, dépendant du centre de secours principal (CSP) de Champagnole,.

## Économie
Petite ville rurale, au riche patrimoine historique, Arbois bénéficie d'atouts importants avec une activité agricole portée par la viticulture, une entreprise industrielle parmi les 10 plus importantes du département et une activité touristique basée sur le patrimoine et la gastronomie.
Cela ne saurait masquer cependant une fragilité économique certaine avec un vieillissement de la population qui s'amplifie, des industries sensibles au risque de délocalisation, une dégradation de la diversité de l'offre commerciale et une surestimation de la valeur de l'immobilier dissuasive pour les jeunes ménages.

### Revenus de la population et fiscalité
En 2019, le revenu médian des ménages arboisiens s'élevait à 21 110 euros par an, soit un classement de 18 306 sur 31 361 villes analysées,. En 2019, 51 % des foyers fiscaux de la ville sont imposables et le taux de pauvreté s'élève à 12 %.

### Emploi
| Division      | 2008   | 2013   | 2019   |
| ------------- | ------ | ------ | ------ |
| Commune       | 8,5 %  | 8,8 %  | 10,6 % |
| Département   | 9,4 %  | 10,4 % | 10,2 % |
| France métro. | 11,6 % | 13,6 % | 13,4 % |

En 2019, la population âgée de 15 à 64 ans s'élève à 1 838 personnes, parmi lesquelles on compte 72,1 % d'actifs dont 64,5 % ayant un emploi et 7,7 % de chômeurs. Le taux de chômage communal (au sens du recensement) des 15-64 ans en 2019 est légèrement supérieur à celui du département mais 2,! points en dessous de celui de la France.
On compte 2 343 emplois dans la commune, contre 2 491 en 2008 et 2 449 en 2013. Le nombre d'actifs ayant un emploi résidant dans la commune étant de 1 203, l'indicateur de concentration d'emploi est de 194,7 %, c'est-à-dire qu'il y a presque deux fois plus d'emplois que d'actifs résidant dans la commune.
Plus de la moitié (57,6 %) des actifs travaillent dans la commune. Pour se rendre au travail, 70,9 % des habitants utilisent un véhicule personnel ou de fonction à quatre roues, 3,9 % de transports en commun, 2,9 % s'y rendent en deux-roues motorisé ou à vélo et 16,9 à pied. Enfin 5,4 % n'ont pas besoin de transport (travail au domicile).

### Entreprises
Au 31 décembre 2019, Arbois compte 200 établissements : dix-huit dans l’agriculture-sylviculture-pêche, dix-sept dans l'industrie, douze dans la construction, 120 dans le commerce, les transports et services divers et 33 dans le secteur administratif.
|                                                              | Total | % com | 0 salarié | 1 à 9 salarié(s) | 10 salariés ou plus |
| ------------------------------------------------------------ | ----- | ----- | --------- | ---------------- | ------------------- |
| Ensemble                                                     | 200   | 100,0 | 18        | 138              | 44                  |
| Agriculture, sylviculture et pêche                           | 18    | 9,0   | 6         | 9                | 3                   |
| Industrie                                                    | 17    | 8,5   | 1         | 8                | 8                   |
| Construction                                                 | 12    | 6,0   | 0         | 7                | 5                   |
| Commerce, transports, services divers                        | 120   | 60,0  | 11        | 96               | 13                  |
| dont commerce et réparation automobile                       | 42    | 21,0  | 2         | 35               | 5                   |
| Administration publique, enseignement, santé, action sociale | 33    | 16,5  | 0         | 18               | 15                  |

En 2022, la commune d'Arbois comptait 10 établissements de plus de 20 salariés figurant dans le tableau ci-dessous.
| Nom                                  | Effectif | Activité                                                       |
| ------------------------------------ | -------- | -------------------------------------------------------------- |
| Stanley Black & Decker Manufacturing | 178      | Fabrication d'outillage à main                                 |
| S.I.O.B.R.A.                         | 74       | Fonderie d'alliages de zinc                                    |
| Arbois Tourisme                      | 70       | Transports routiers de voyageurs                               |
| CIFC                                 | 58       | Charpentes industrielles                                       |
| Molin S.A.S.                         | 41       | Installation d'équipements thermiques et de climatisation      |
| Super U                              | 38       | Supermarché                                                    |
| Fibra                                | 36       | Fabrication de pièces techniques à base de matières plastiques |
| Domaine Maire & Fils                 | 36       | Négoce de vins                                                 |
| Emmanuel Bailly                      | 31       | Travaux de maçonnerie générale et gros œuvre de bâtiment       |
| Bi1                                  | 28       | Supermarché                                                    |

### Principaux secteurs d'activité

#### Agriculture
Le tableau suivant présente l'évolution des principaux indicateurs concernant l'activité agricole à Arbois sur une période de 32 années :
|                                   | 1988 | 2000 | 2010 | 2020 |
| --------------------------------- | ---- | ---- | ---- | ---- |
| Nombre d’exploitations            | 140  | 121  | 108  | 67   |
| Surface Agricole Utile (SAU) (ha) | 1214 | 993  | 756  | 1123 |
| Cheptel (nombre de têtes)         | 652  | 230  | 84   |      |
| Terres labourables (ha)           | 238  | 196  | 44   |      |
| Superficie toujours en herbe (ha) | 478  | 209  | 121  |      |

Entre 1988 et 2020, le nombre d'exploitations ayant leur siège sur la commune a été divisé par deux, tandis que la surface agricole utilisée, après avoir été fortement réduite entre 1988 et 2010, a presque retrouvé, en 2020, son niveau de 1988. En 2010, sur les 108 exploitations agricoles recensées, 95 étaient vouées à la viticulture, représentant 672 hectares de surface agricole utile sur un total de 756 ha.
L'économie agricole de la commune est orientée vers la production viticole avec une répartition dominante de la SAU en viticulture. La surface moyenne des exploitations est de 9,8 ha. Le terroir arboisien produit quelques-uns des meilleurs vins jurassiens, dont le vin jaune et le vin de paille. C'est l'activité dominante. Arbois compte de nombreux vignerons comme Henri Maire, Rolet, Tissot, Clairet, Gahier ou Fumey-Chatelain.
Arbois possède aussi des élevages de vaches laitières de race montbéliarde, car elle se trouve dans la zone d'appellation comté et morbier. Mais le nombre de têtes de bétail a chuté de 652 à 84 sur les 20 dernières années C'est pour cela que la fromagerie est aujourd'hui regroupée avec les fruitières de Chilly-sur-Salins et Ivory formant la Fruitière du plateau arboisien.

#### Industrie
D'autres industries que le vin forment la richesse de la ville, notamment Bost-Garnache Industrie (groupe Stanley / Facom) avec la fabrication de tournevis, SIOBRA (moules en zinc injecté) et CIFC (constructions de charpentes industrielles en bois).

#### Commerce
Arbois compte de nombreux commerces concentrés principalement au centre-ville (Grande rue et place de la Liberté) et dans la zone industrielle de l'Éthole située au nord-ouest de la ville.
Dans le domaine alimentaire, la commune accueille notamment trois enseignes de supermarchés (Aldi, Bi1 et Super U), un magasin d'alimentation (Spar), une épicerie vrac, un primeur, trois boulangeries, deux pâtisseries, deux boucheries, deux magasins de vente de fromages et produits laitiers.
En tant que capitale des vins du Jura, la ville abrite un certain nombre de magasins de vente au détail de vins : Domaines Henri Maire, Domaine Jacques Tissot, Domaine André et Mireille Tissot, Domaine de la Pinte, Domaine Rolet, Domaine Martin Faudot, Fuitière Vinicole d'Arbois...
Dans le secteur de l'automobile, l'offre consiste en quatre garages dont un garage Peugeot et un garage Renault, deux station-service, un centre de contrôle technique, une carrosserie et un magasin de pièces détachées.
Dans le secteur du bâtiment se trouvent à Arbois un magasin de matériaux de construction (Doras), un magasin de peintures (Jura Color), un électricien, un magasin de location et vente de matériel de chantier et une quincaillerie-droguerie. Par ailleurs, l'enseigne de bricolage Weldom va ouvrir un magasin fin 2022.
En ce qui concerne la santé, le soin et l'équipement de la personne, trois pharmacies et trois opticiens sont installés sur le territoire de la commune, ainsi que sept salons de coiffure, un magasin de chaussures, un magasin de vêtements et trois instituts de beauté.
Enfin, la ville comprend plusieurs commerces spécialisés dans la vente et la réparation de matériel agricole, un magasin de vente d'électroménager (Gitem), deux fleuristes, une jardinerie, une horlogerie-bijouterie, deux bureau de tabac-papeterie et une librairie (Le Hamac).

#### Tourisme
Au 1er janvier 2022, Arbois dispose de quatre hôtels proposant un total de 71 chambres et d'un terrain de camping, le Camping Au Cœur Des Vignes, disposant de 113 emplacements. La ville dépend de l'office de tourisme Arbois Poligny Salins Cœur du Jura qui dispose d'un bureau au centre-ville.

## Culture et patrimoine
La richesse patrimoniale et culturelle d'Arbois lui permet de bénéficier du label de Cité de Caractère de Bourgogne-Franche-Comté.

### Lieux et monuments

#### Monuments historiques
Arbois compte dix édifices protégés au titre des monuments historiques qui sont, par ordre chronologique de protection : l'église Saint-Just, la tour Gloriette, la maison paternelle de Pasteur, la maison des consorts Brand, l'Hôtel de Broissia, le château Pécauld, le château Bontemps, l'hôtel de ville d'Arbois, le château de Verreux et la demeure Delort.
- Église Saint-Just (XIIe-XVIe-XVIIIe), rue du Souvenir, classée au titre des monuments historiques depuis 1913[78].
- Tour Gloriette (XVIe), rue de la Tour, inscrite au titre des monuments historiques depuis 1927[79].
- Maison de Louis Pasteur (XVIIIe), rue de Courcelles, classée au titre des monuments historiques depuis 1937[80] ;
- Maison des consorts Brand (XIVe), rue de Bourgogne, dont la cave est inscrite au titre des monuments historiques depuis 1941[81].
- Hôtel de Broissia (XIXe), Grande-Rue, inscrit au titre des monuments historiques depuis 1941[82].
- Château Pécauld (XVIe), actuel musée du Vin, inscrit au titre des monuments historiques depuis 1988[83].
- Château Bontemps (XVe), rue du Vieux-Château, inscrit au titre des monuments historiques depuis 1989[84].
- Les bâtiments du couvent des Ursulines, édifiés de 1764 à 1768 (XVIIIe), sont vendus comme bien national suit à la Révolution. Acquis par la municipalité, ils abritent l'hôtel de ville et un tribunal à partir de 1802. La façade et la toiture de l'ancienne chapelle sont classées au titre des monuments historiques depuis 1995[85] tandis que plusieurs éléments de l'hôtel de ville ont été inscrits dès 1993, notamment la salle des mariages, les deux escaliers (construits en 1865), l'ancien chauffoir, les caves, murs pilastres et voûtes.
- Demeure dite "Château" (XVIIIe), rue de Verreux, partiellement inscrite au titre des monuments historiques depuis 1997[86].
- Maison du général et baron d'Empire Delort (XVIIIe), rue de la Faïencerie, inscrite au titre des monuments historiques depuis 2006[87].

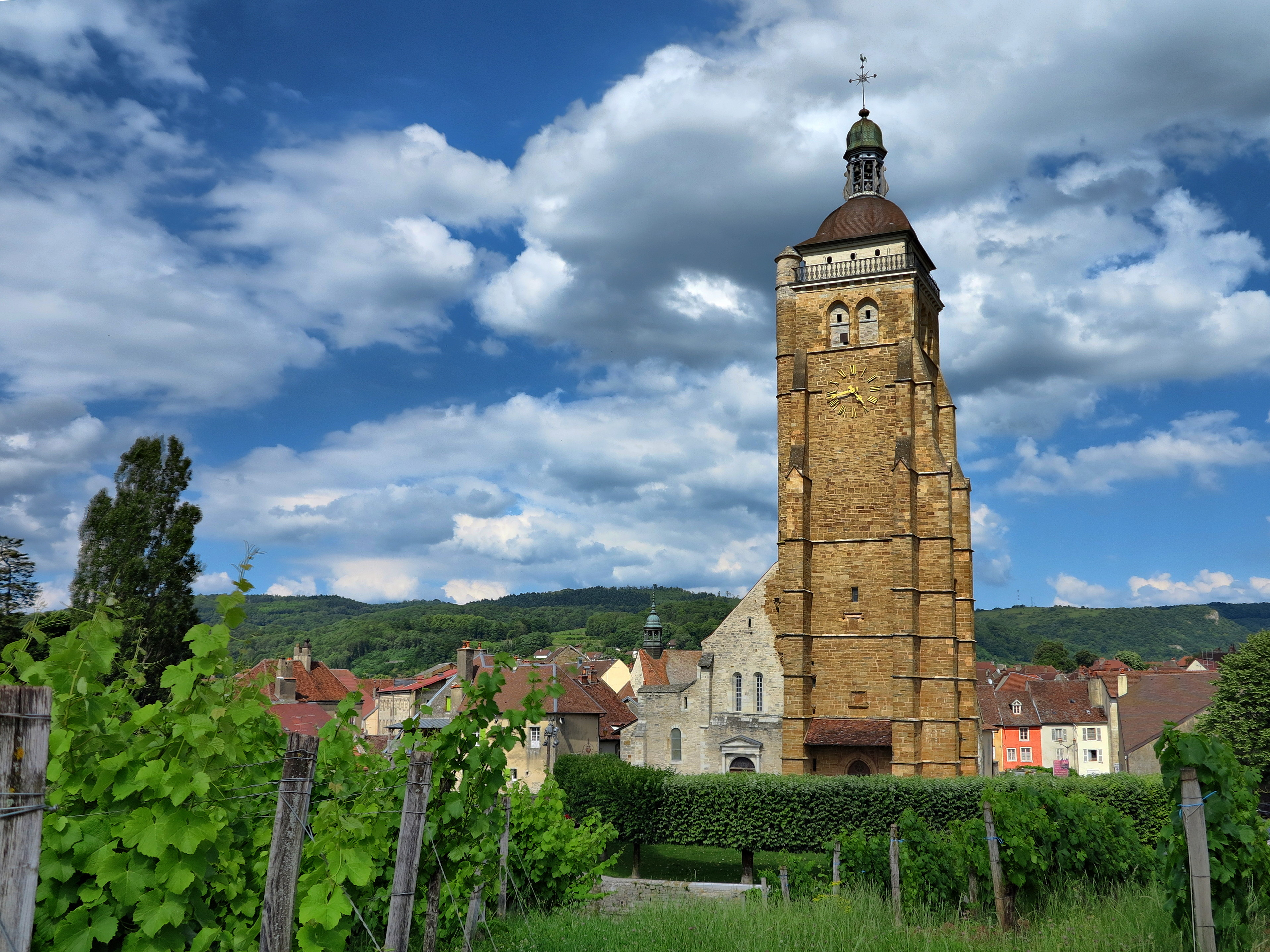
L'église Saint-Just.
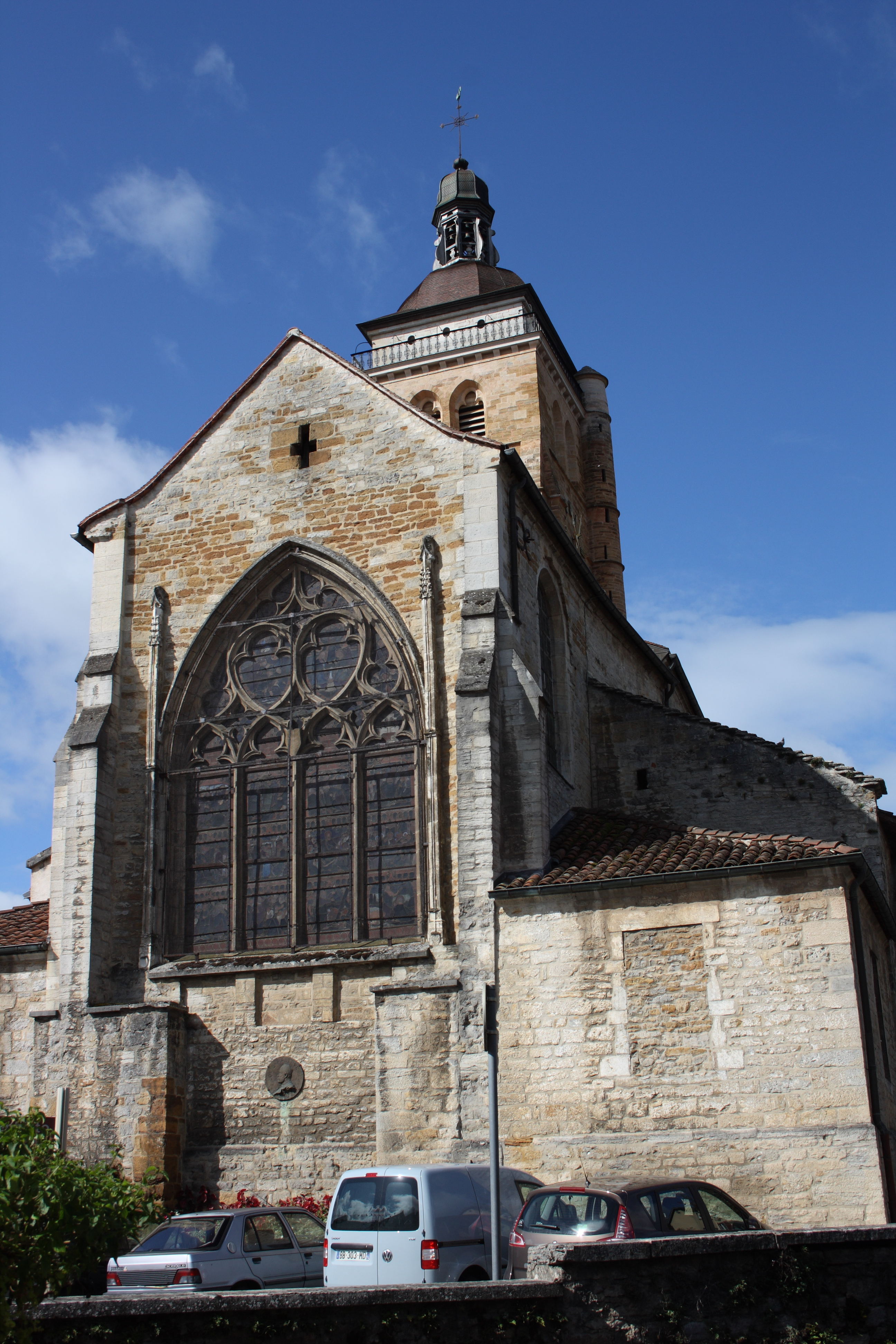
L'église Saint-Just (abside).
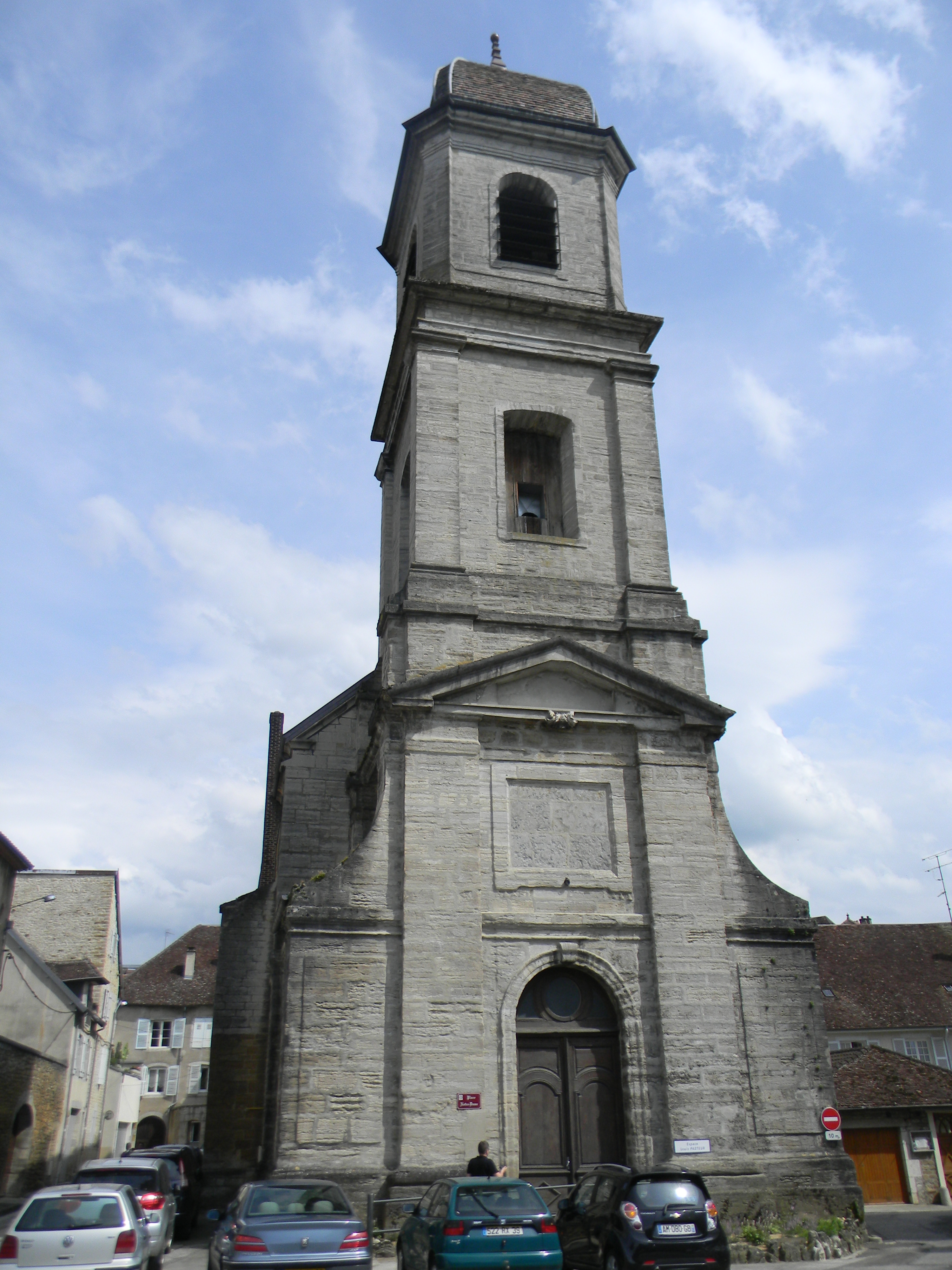
Ancienne collégiale Notre-Dame.
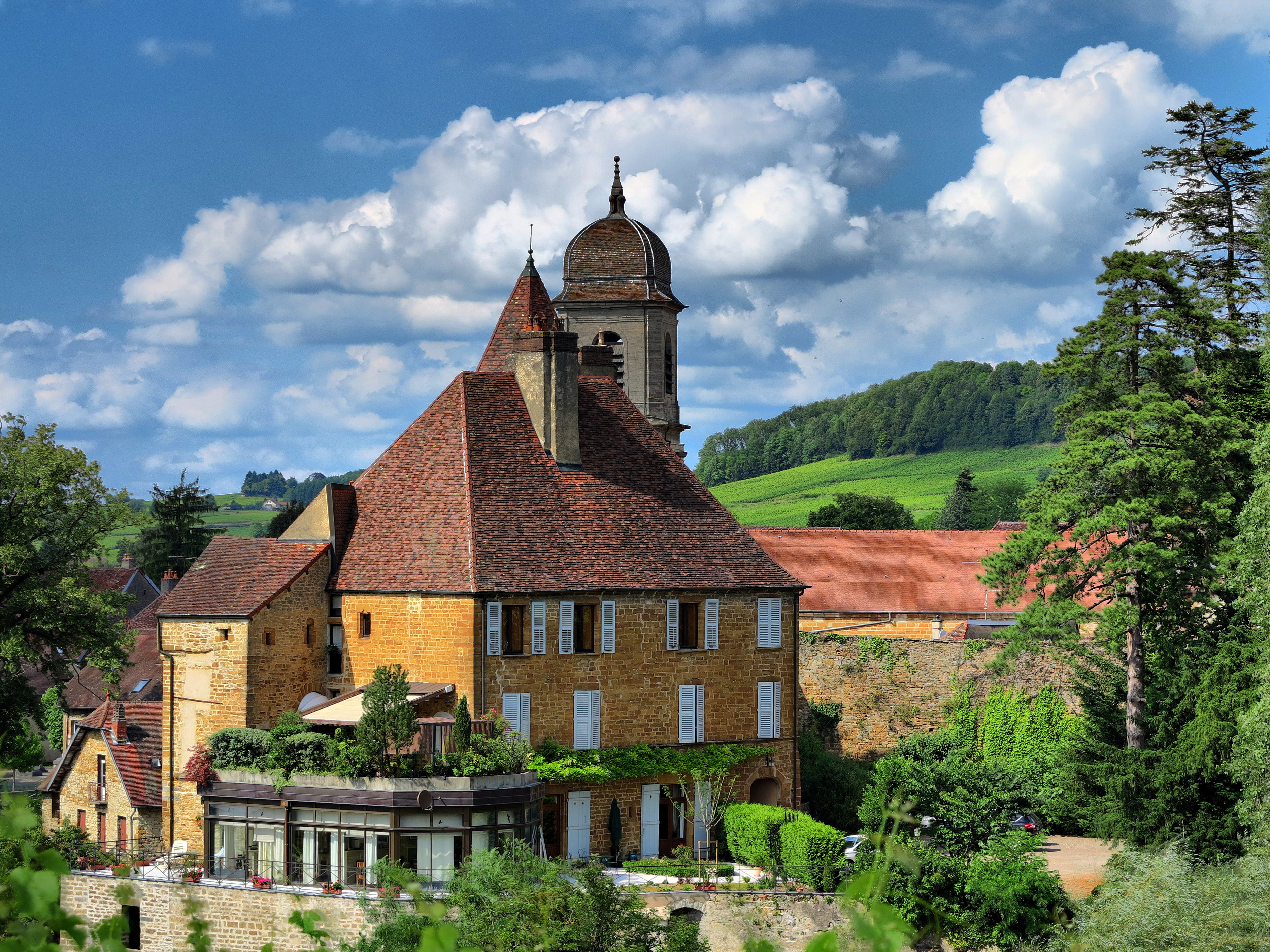
Le château de Bontemps.
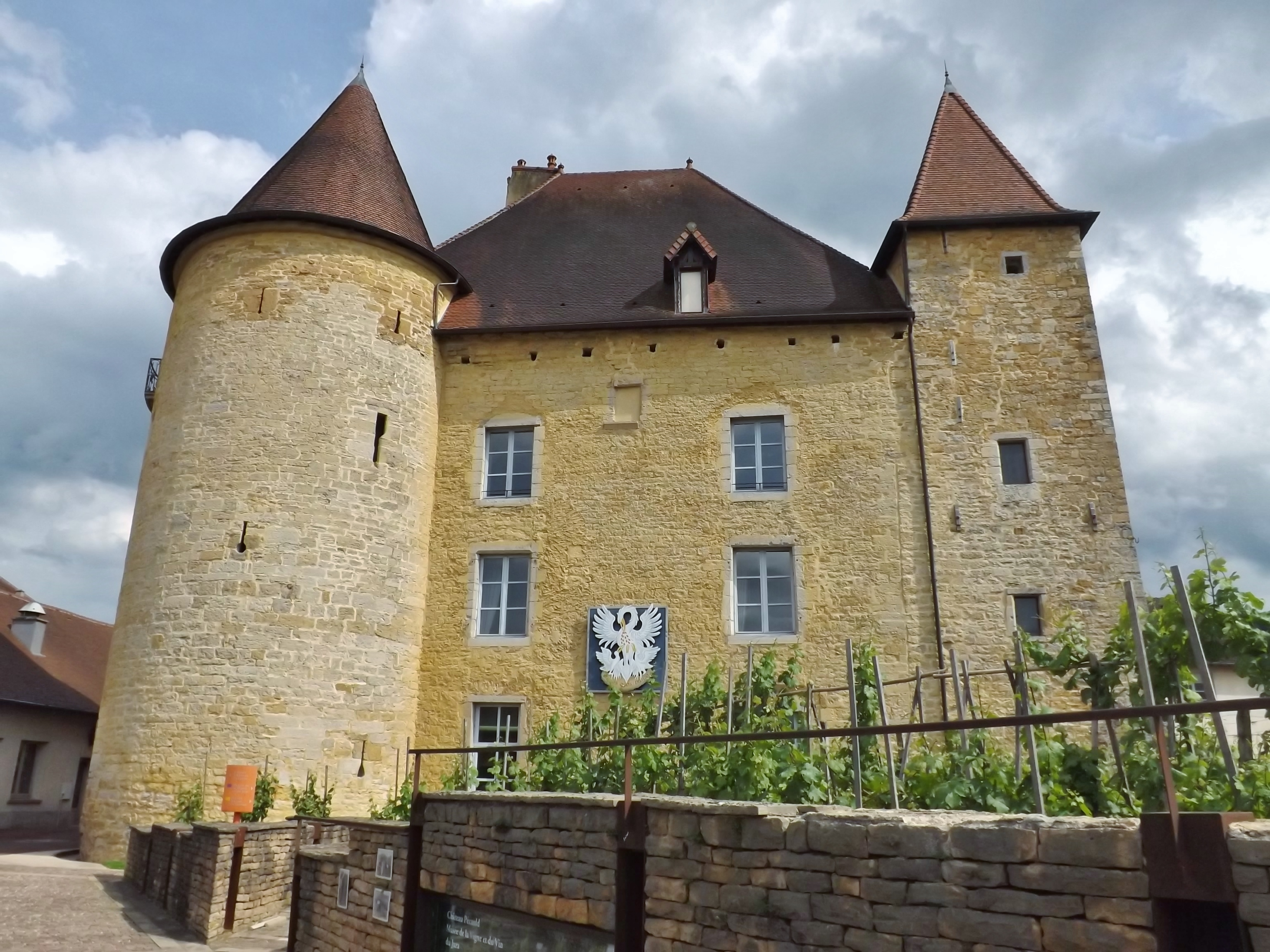
Le château Pécauld.
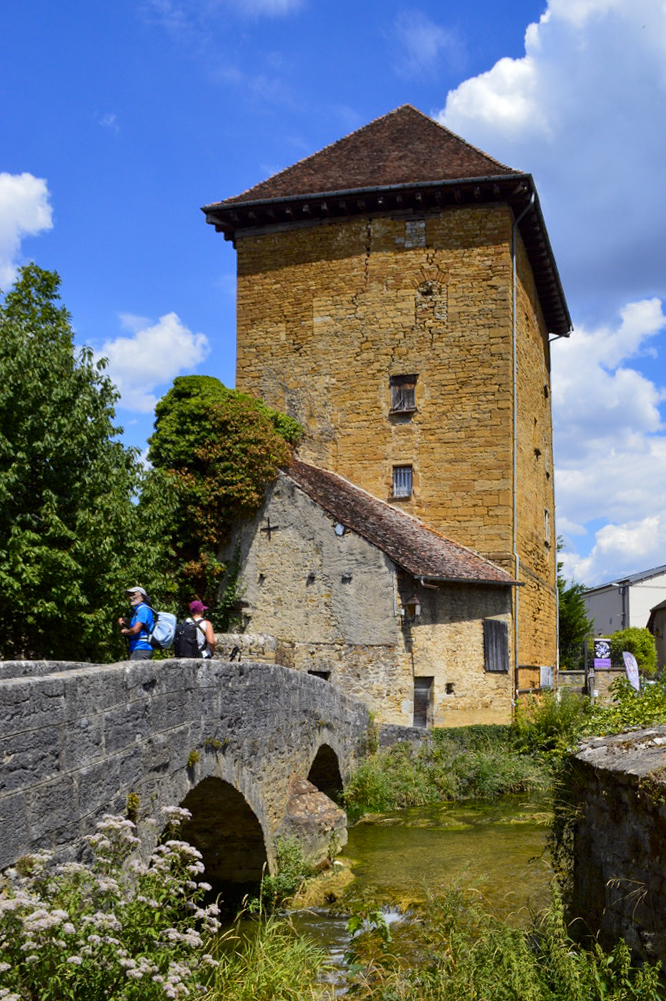
La tour Gloriette.

#### Patrimoine religieux
- Chapelle Notre-Dame Libératrice (XVIIe), à l'Ermitage (avenue Louis-Pasteur).
- L'ancienne collégiale Notre-Dame (XIVe-XVIIIe), située rue Notre-Dame, a été construite à partir de 1384 grâce aux legs de Philippe d'Arbois, évêque de Tournai, et plusieurs fois restaurée par la suite. À la suite de la Révolution, elle est transformée en halle aux grains en 1802, puis de nos jours en une salle des fêtes appelée Espace Pasteur.

#### Patrimoine civil
- Hôtel d'Achey (XVIIe), puis Sarret de Grozon (XIXe), Grande Rue, actuel musée d'art exposant, entre autres, des tableaux de Gustave Courbet.
- Pont des Capucins : pont piéton datant du XVIIIe siècle à deux arches sur la Cuisance.
- Moulins Béchet (XVIIIe), avenue Louis-Pasteur, inscrits à l'IGPC depuis 1996[88].
- Fontaine aux Lions (XIXe), place de la Liberté.
- Fontaine (XIXe), rue de Courcelles.
- Fruitière vinicole (XIXe), rue Jean-Jaurès, inscrite à l'IGPC depuis 1996[89].
- Centrale hydroélectrique (début XXe), rue des Familiers, inscrite à l'IGPC depuis 1996[90].
- Belvédère de l'Ermitage (XXe).

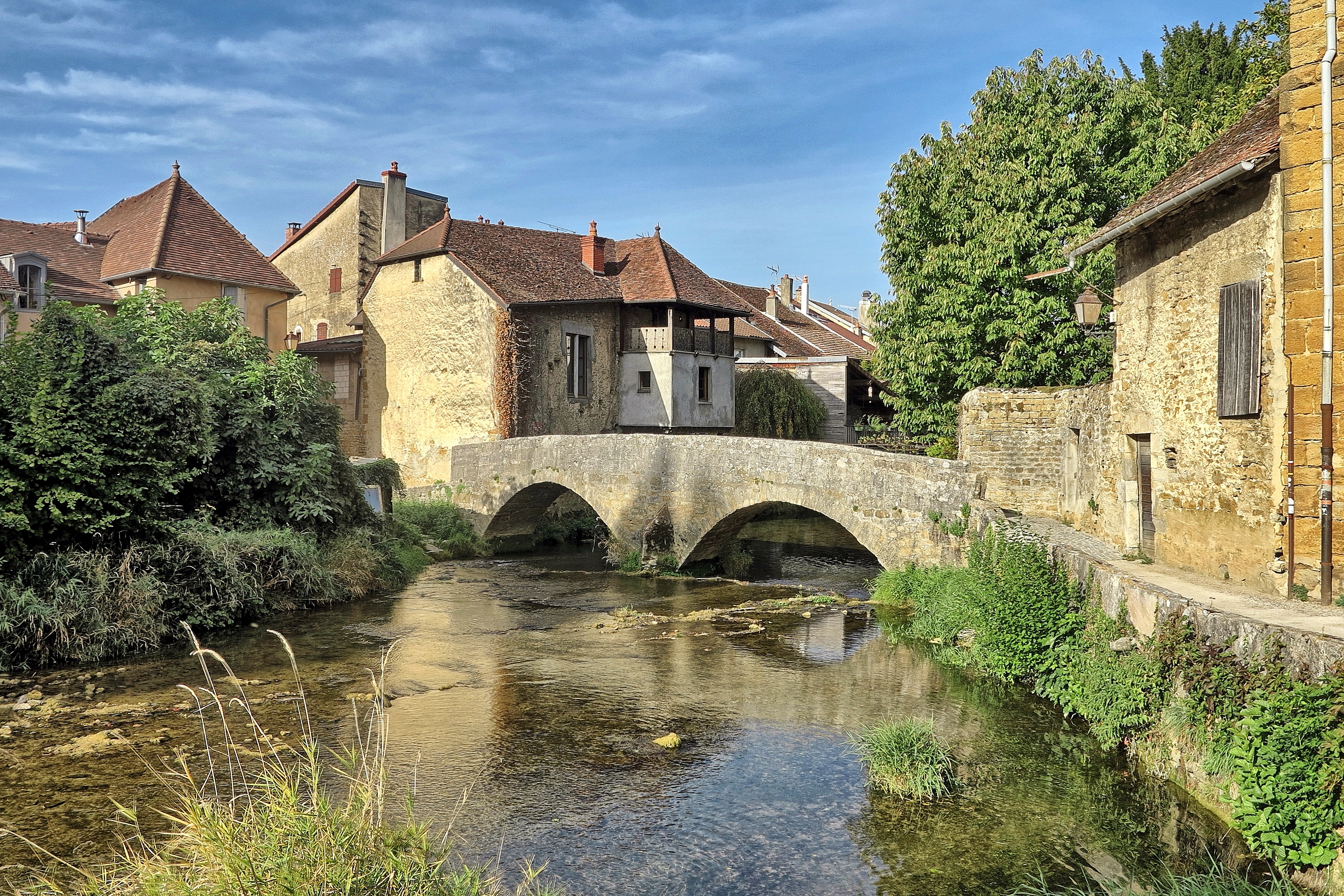
Pont des Capucins.
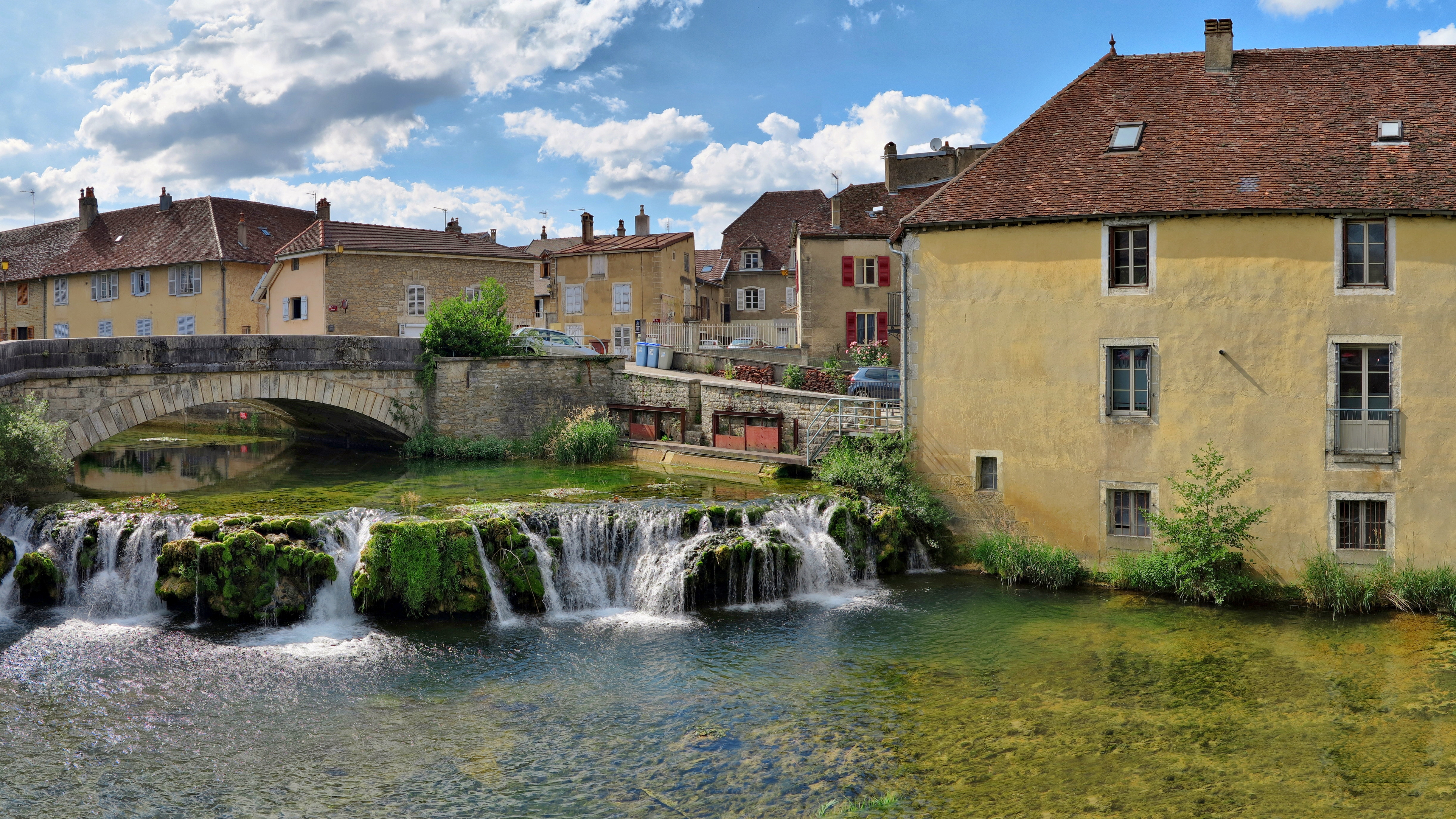
Pont, barrage et moulin Béchet sur la Cuisance.
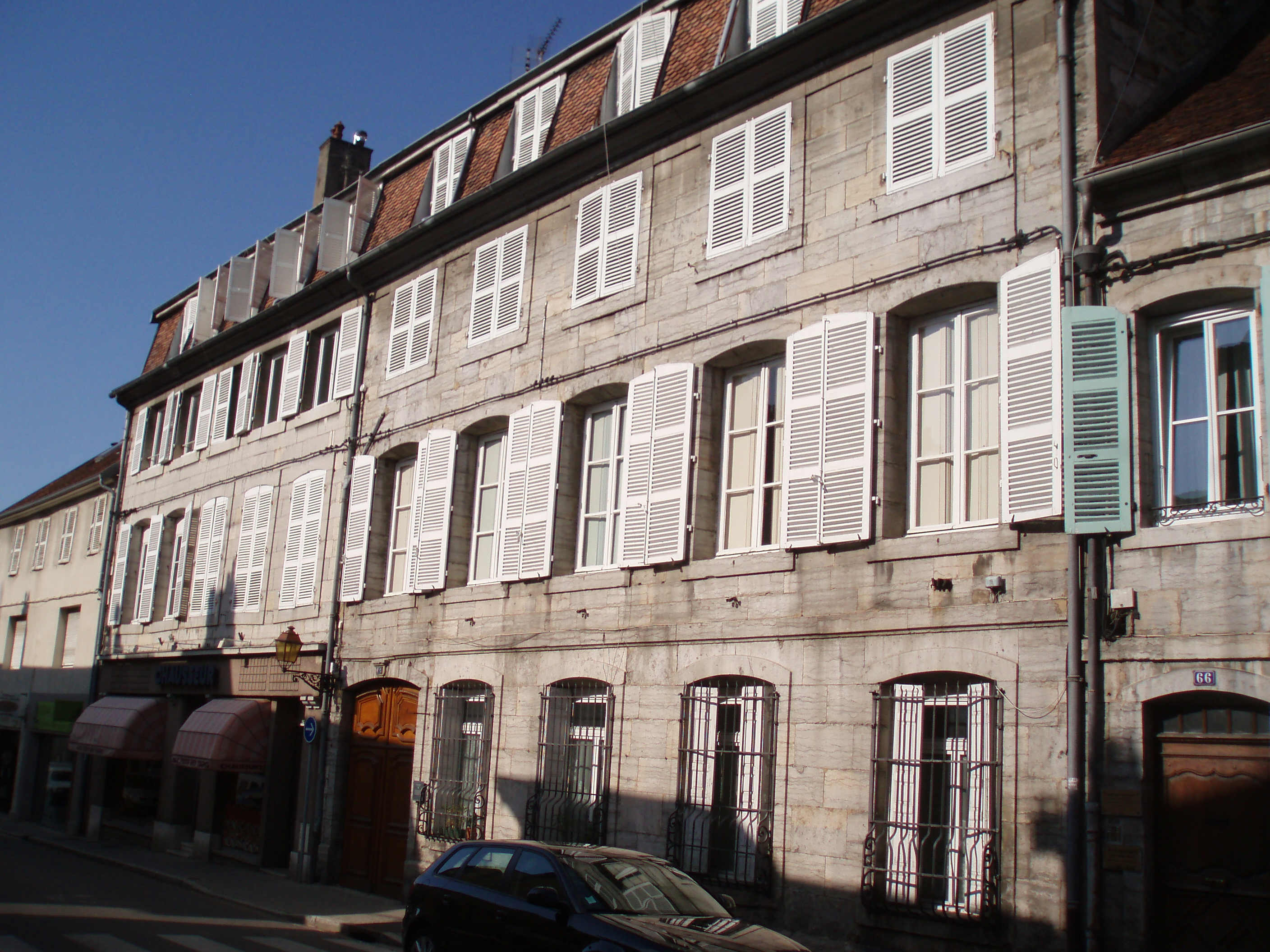
Hôtel de Broissia.
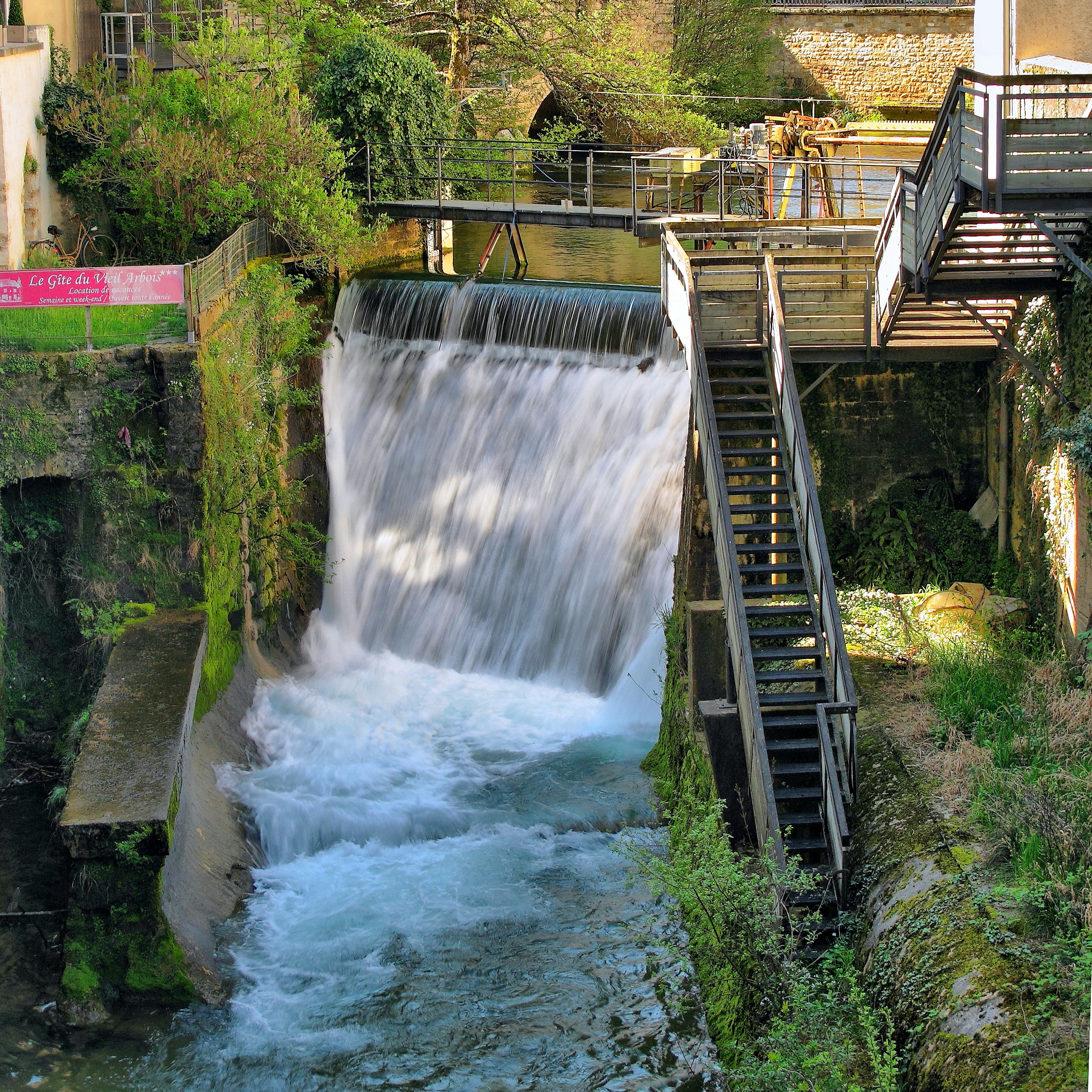
Saut de la Cuisance au barrage de la centrale électrique.
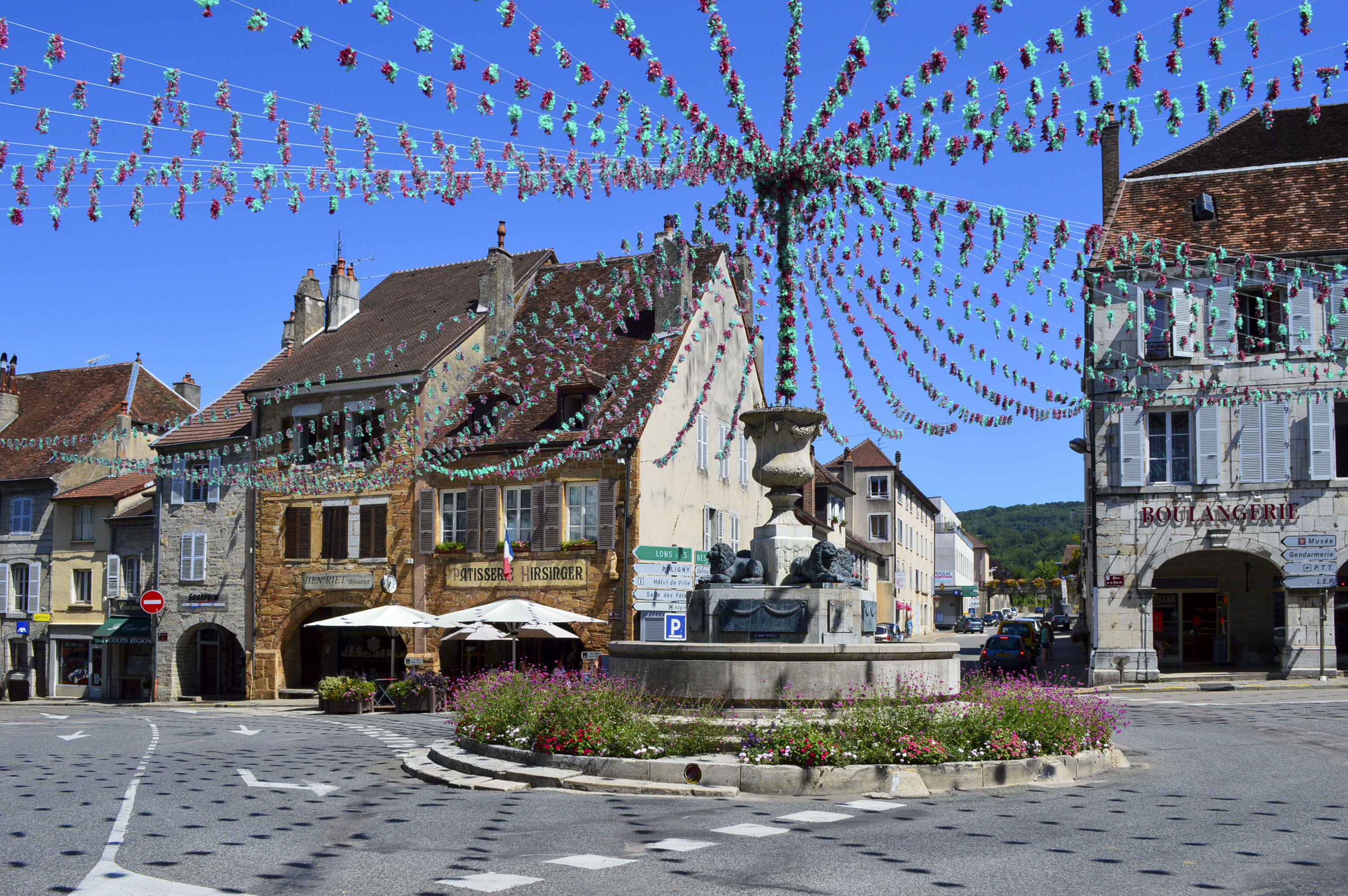
Fontaine aux lions.

#### Patrimoine naturel
- La Reculée d'Arbois avec sa cascade des Tufs et son belvédère.
- Le Cirque du Fer à Cheval
- Saut de la Cuisance, depuis le pont de la rue de l'Hôtel-de-ville.
- Vignoble arboisien (partiellement replanté au XIXe siècle).

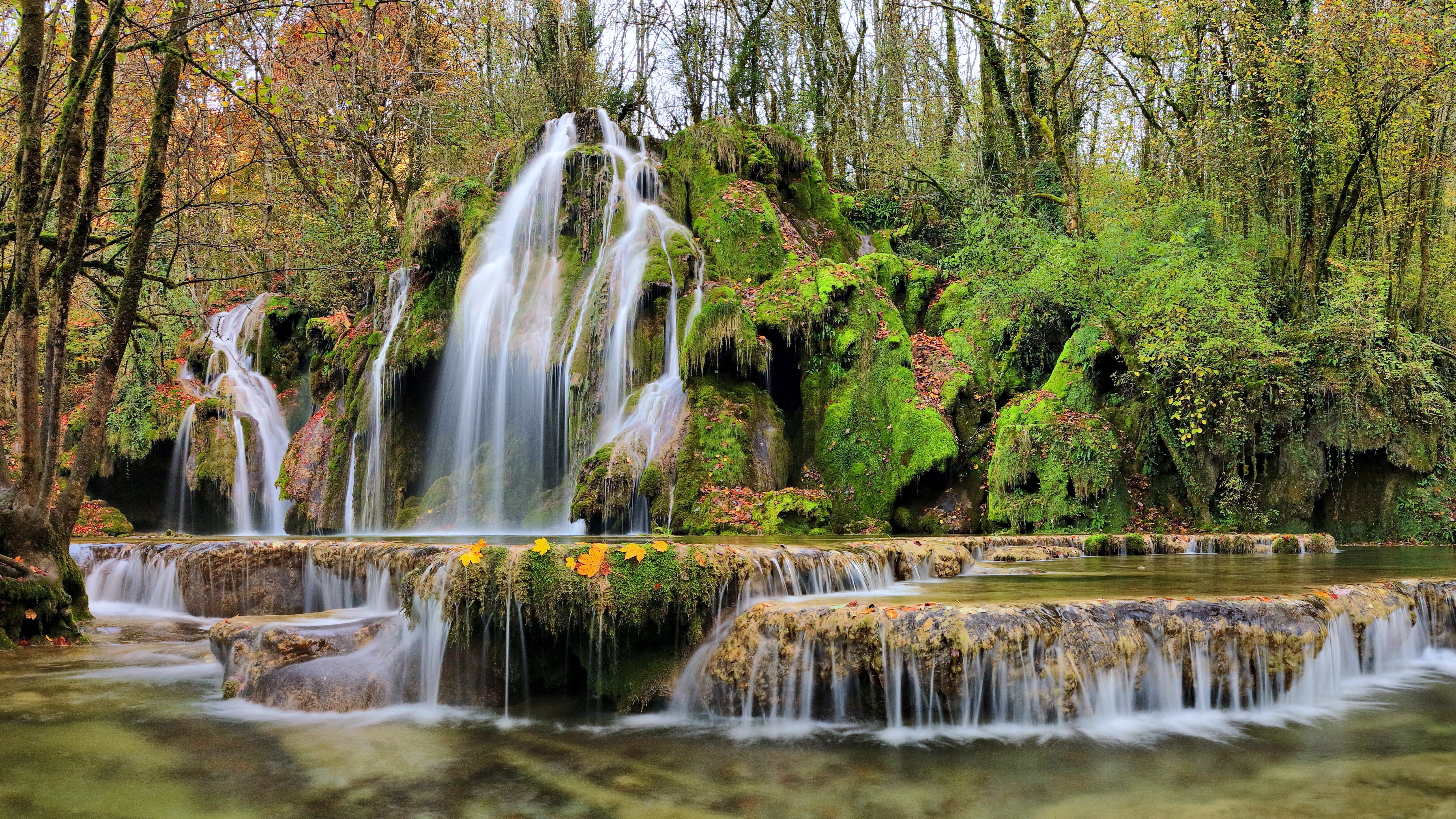
La cascade des Tufs.
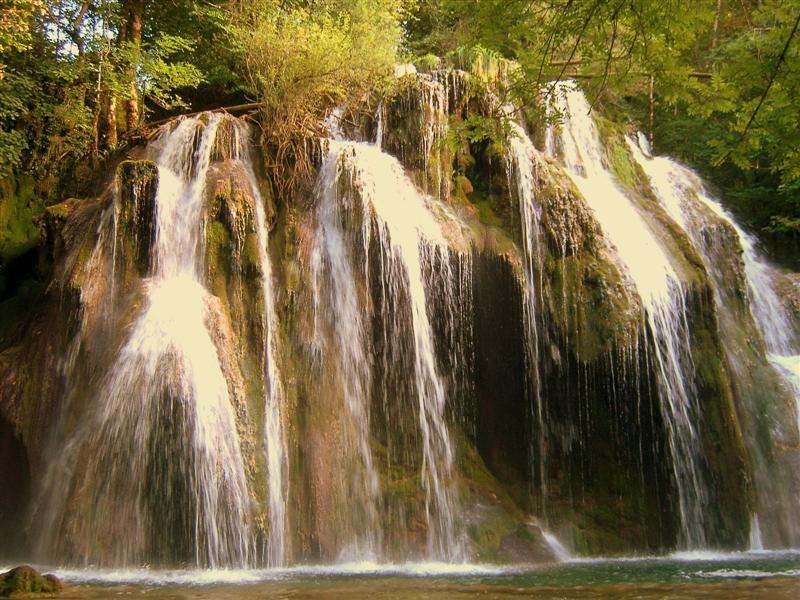
Cascades des Tufs.
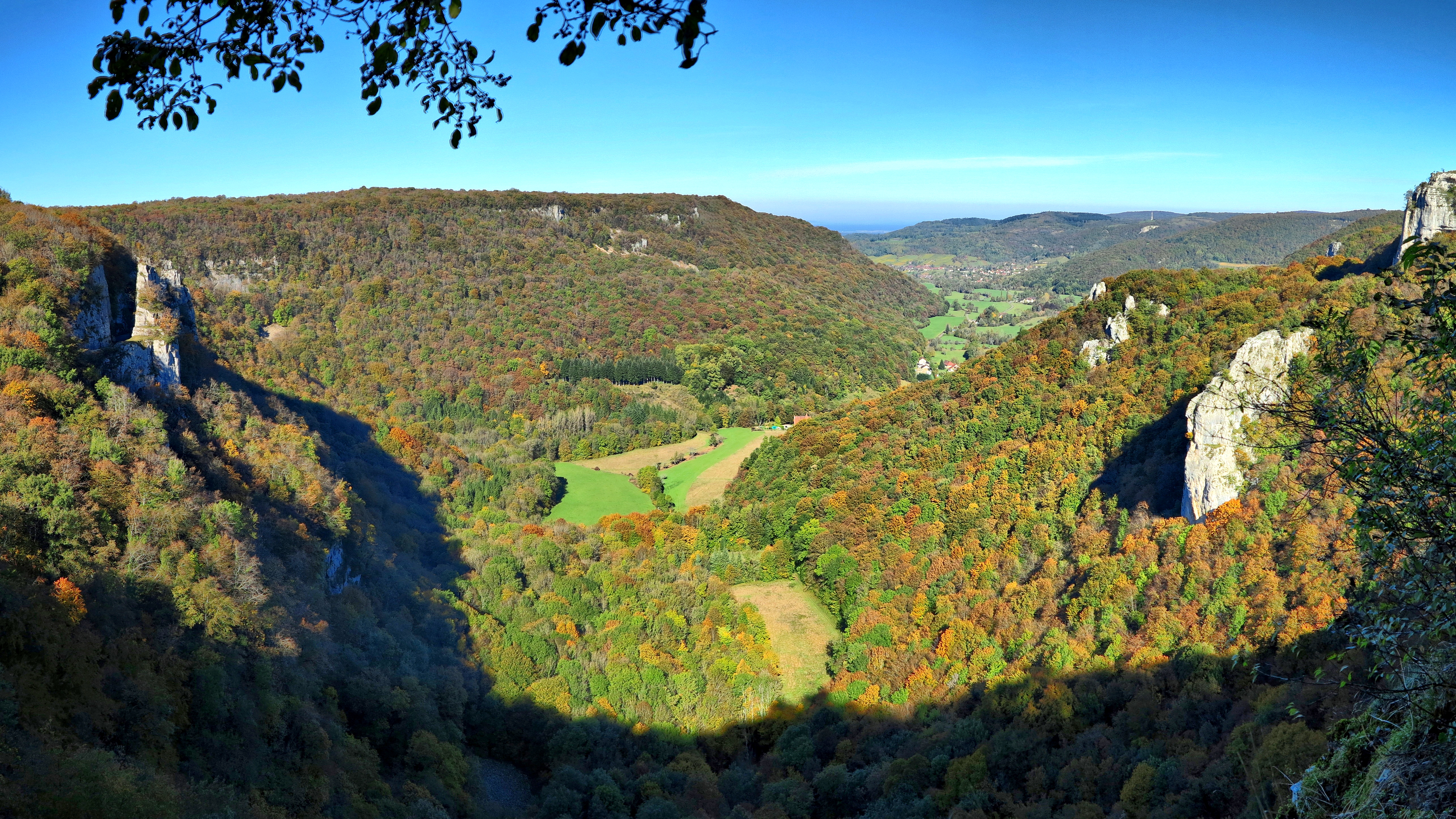
Le cirque du Fer à Cheval depuis le belvédère de La Châtelaine.
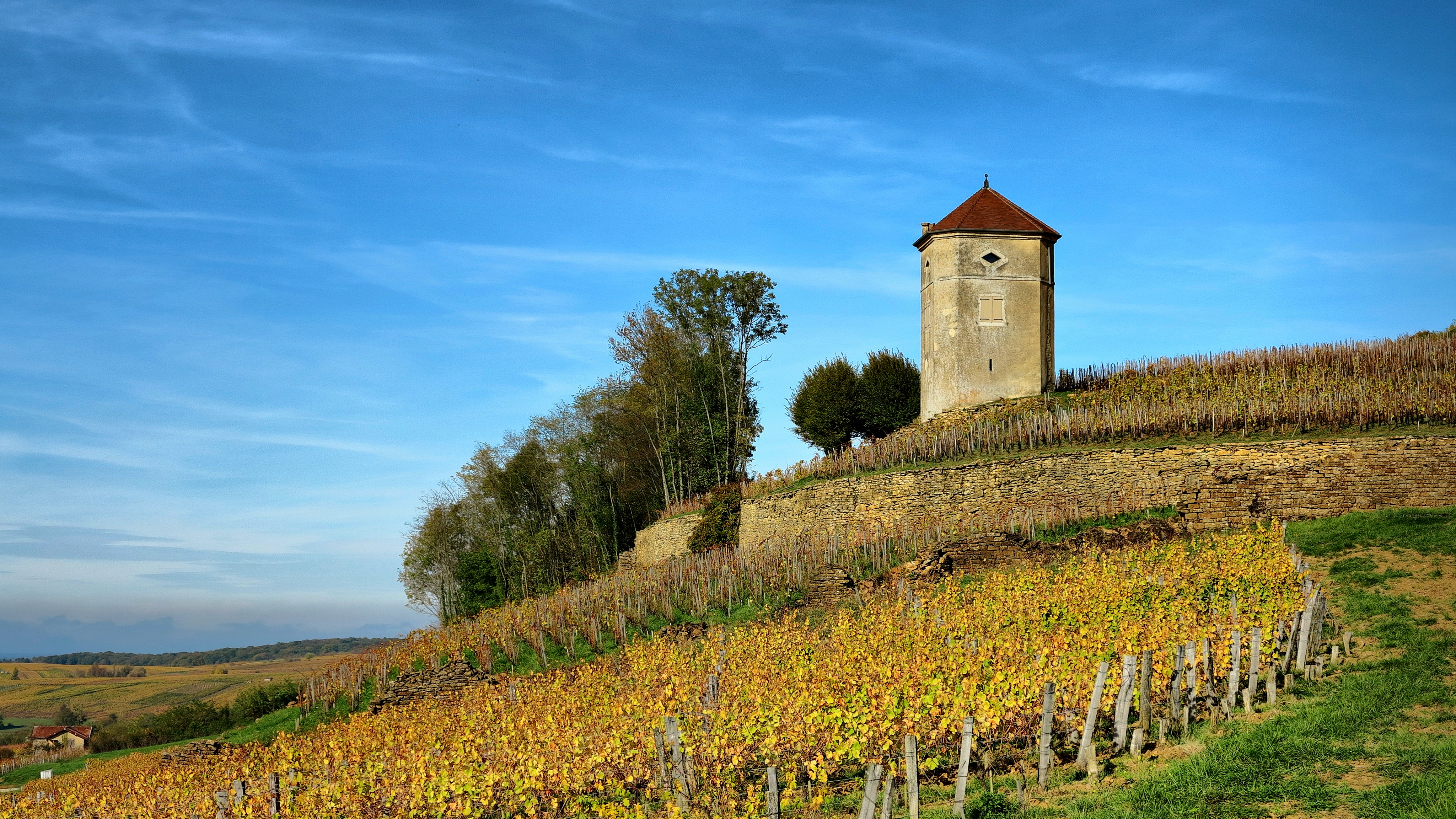
La tour Canoz au milieu des vignes.

### Équipements culturels
Arbois compte trois musées : la maison de Louis Pasteur, le musée de la Vigne et du Vin du Jura et le musée d'Art Hôtel Sarret de Grozon. Par ailleurs, la tour Gloriette abrite depuis 2013 La Pierre Qui Encre, un espace présentant des expositions et un atelier de lithographie.
La commune dispose également d'une bibliothèque intercommunale et d'une école de musique intercommunale. Le 13 est un lieu social, culturel et associatif qui se situe au centre-ville et propose des activités et événements tout au  long de l'année.
Il n'y a pas de salle de cinéma ni de salle de concert dans la commune, mais la communauté de communes Arbois, Poligny, Salins – Cœur du Jura dispose du Cinéma Ciné Comté Cinéode à Poligny situé à 10 km d'Arbois et de la salle de musiques actuelles Le Moulin de Brainans localisée à Brainans à 15 km d'Arbois. La scène nationale Les Scènes du Jura propose également des spectacles de théâtre, danse, musique et cirque à Salins-les-Bains et à Poligny.

### Manifestations culturelles et festivités
Le Biou d'Arbois est une fête populaire et religieuse qui remonte à plusieurs siècles (première mention écrite en 1665) ayant lieu chaque année à Arbois le premier dimanche de septembre. Une grosse grappe de raisin, appelée biou, est confectionnées à partir de plusieurs grappes de raisin noir et de raisin blanc apportées par les viticulteurs d'Arbois et du territoire de l'AOC. Quatre porteurs défilent dans les rues de la ville avec le biou, accompagnés de violonistes et suivis d'un cortège dans lequel se trouvent le maire, le président de la société de viticulture, des notables et des habitants. Le défilé se rend jusqu'à l'église Saint-Just où se déroule une messe lors de laquelle le biou, suspendu à un filin au-dessus du chœur, est béni. D'autres festivités ont lieu dans la ville tout au long de la journée. En 2021, le biou d'Arbois est en lice pour être choisi par le ministère de la Culture pour une inscription au patrimoine culturel immatériel de l'humanité, mais c'est finalement la baguette qui est choisie.

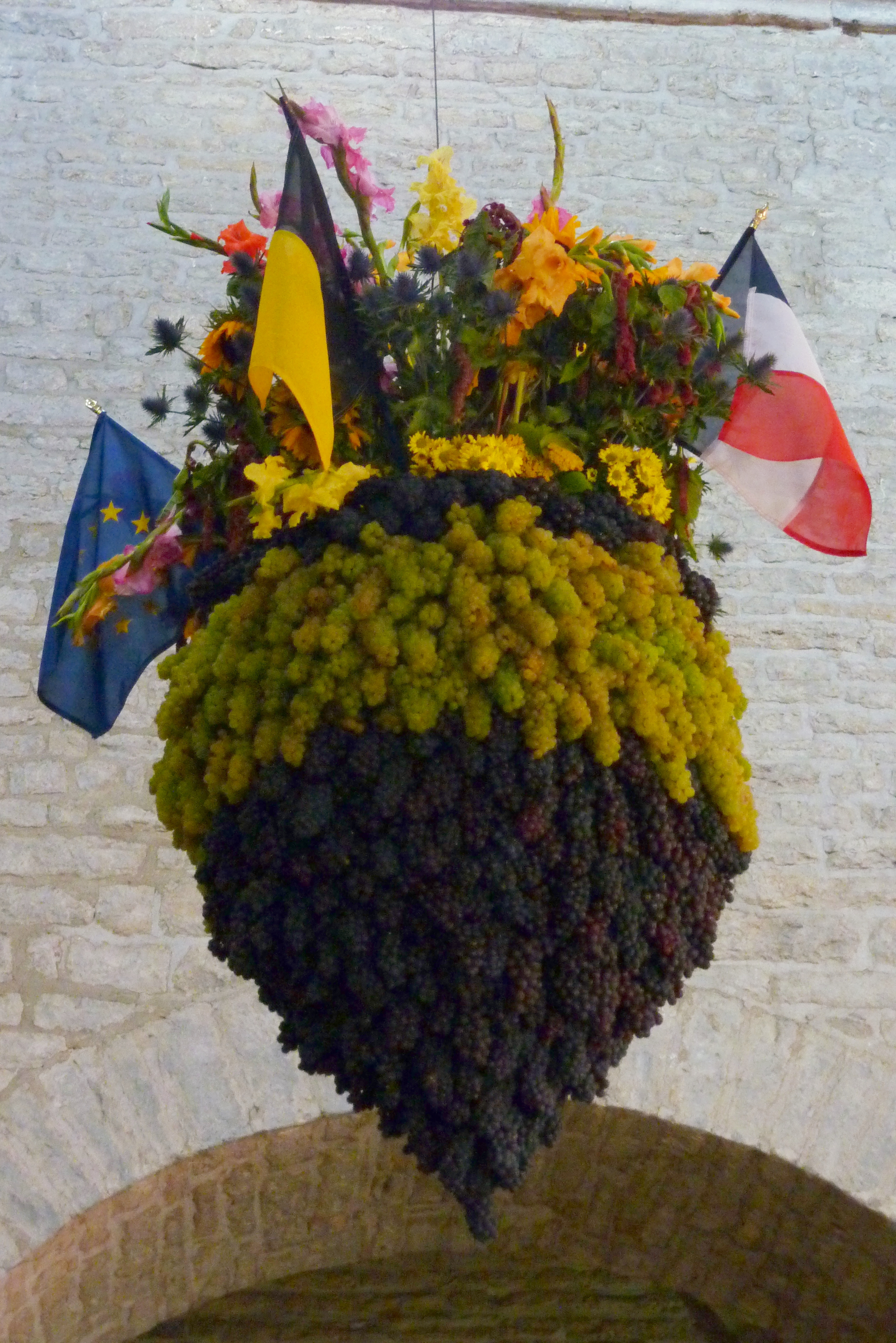
Le Biou d'Arbois suspendu dans l'église Saint-Just.

La percée du vin jaune est une grande fête viticole annuelle, une des plus importantes de France, qui a lieu le premier week-end de février depuis 1996 dans une ou plusieurs communes du vignoble du Jura. Cet événement qui célèbre la mise en perce des premiers tonneaux de vin jaune après six ans et trois mois d'élevage accueille chaque année des dizaines de milliers de visiteurs. Arbois en a été la ville hôte en 1998, 2011 et 2024.
Un festival de tango argentin, Cœur de Tango, a lieu chaque année au mois d'août depuis 2017.
Le Festival de la Crue se déroule également au mois d'août, il s'agit d'un festival de musique à dominante rock créé en 2005. Chaque été se tient également un festival international d'orgue dans l'église Saint-Just et qui a connu en 2022 sa 21e édition.

### Gastronomie
Du fait de son statut de capitale des vins du Jura, la gastronomie tient depuis longtemps une place importante à Arbois. La ville a abrité de nombreux restaurants renommés, dont plusieurs étoilés au Guide Michelin. Dans les années 1950, Arbois compte deux restaurants étoilés, La Balance du chef Jean Marle et l'Hôtel des Messageries de la cheffe Molliet. Le chef André Jeunet obtient une étoile en 1959 pour son restaurant de l'Hôtel de Paris. Son fils, le chef Jean-Paul Jeunet, reprend l'affaire en 1987, obtient une deuxième étoile en 1996 et rebaptise le restaurant en Hôtel Restaurant Jean-Paul Jeunet. En 2016, le chef Steven Naessens lui succède et fusionne la Maison Jeunet avec le relais château de Germigney, dans la commune proche de Port-Lesney, où le chef transfère son équipe en 2021 avec les deux étoiles. Il n'y a donc plus de restaurant étoilé à Arbois depuis lors mais deux restaurants restent référencés en 2022 dans le guide Michelin, Les Caudalies et Le Bistronôme. En juin 2022, un nouvel hôtel-restaurant appelé Carmel 1643, faisant partie de la Maison Jeunet, ouvre dans les anciens locaux de l'Hôtel Restaurant Jean-Pierre-Jeunet. Arbois abrite également une chocolaterie renommée, la Maison Hirsinger dirigée par le chocolatier Étienne Hirsinger, meilleur ouvrier de France en 1996.

### Culture populaire
Arbois figure dans les paroles de plusieurs chansons qui évoquent particulièrement son vin. C'est le cas de la chanson Pour mon dernier repas de Jacques Brel (« Et je veux qu'on y boive / En plus du vin de messe / De ce vin si joli / Qu'on buvait en Arbois »), de La Cancoillotte d'Hubert-Félix Thiéfaine (« La cancan cancoillotte / C'est un mets bien franc-comtois / Tout en dansant la gavotte /
On se beurre la gueule à l'Arbois ») ou dans un texte de chanson à boire écrit en 1949 par César Geoffray pour un tourdion (« Quand je bois du vin clairet / Ami tout tourne, tourne, tourne, tourne / Aussi désormais je bois / Anjou ou Arbois »).
La commune a servi de lieu de tournage pour le film Mado, poste restante d'Aleksandr Adabashyan (1990), pour le téléfilm Pasteur, cinq années de rage de Luc Béraud (France 3, 1995), pour le téléfilm L'Alambic de Jean Marbœuf avec notamment Victor Lanoux (France 3, 1998) et pour le documentaire Une maison, une légende : Louis Pasteur, sa maison-laboratoire d'Arbois de Dorothée Poivre d'Arvor (France 5, 2021). Par ailleurs, Arbois représente la région Bourgogne-Franche-Comté dans l'édition 2016 de l'émission de télévision Le Village préféré des Français et termine en quatrième position sur les treize communes en compétition.
Le vin produit dans la commune est à l'origine d'un dicton populaire franc-comtois : « Le vin d'Arbois, plus on en boit, plus on va droit. ». Le vin d'Arbois est évoqué dans le poème Le Tournoi de Chauvency, d'après le trouvère Jacques Bretel qui raconte les festivités données par le comte de Chiny en 1285.

### Personnalités liées à la commune

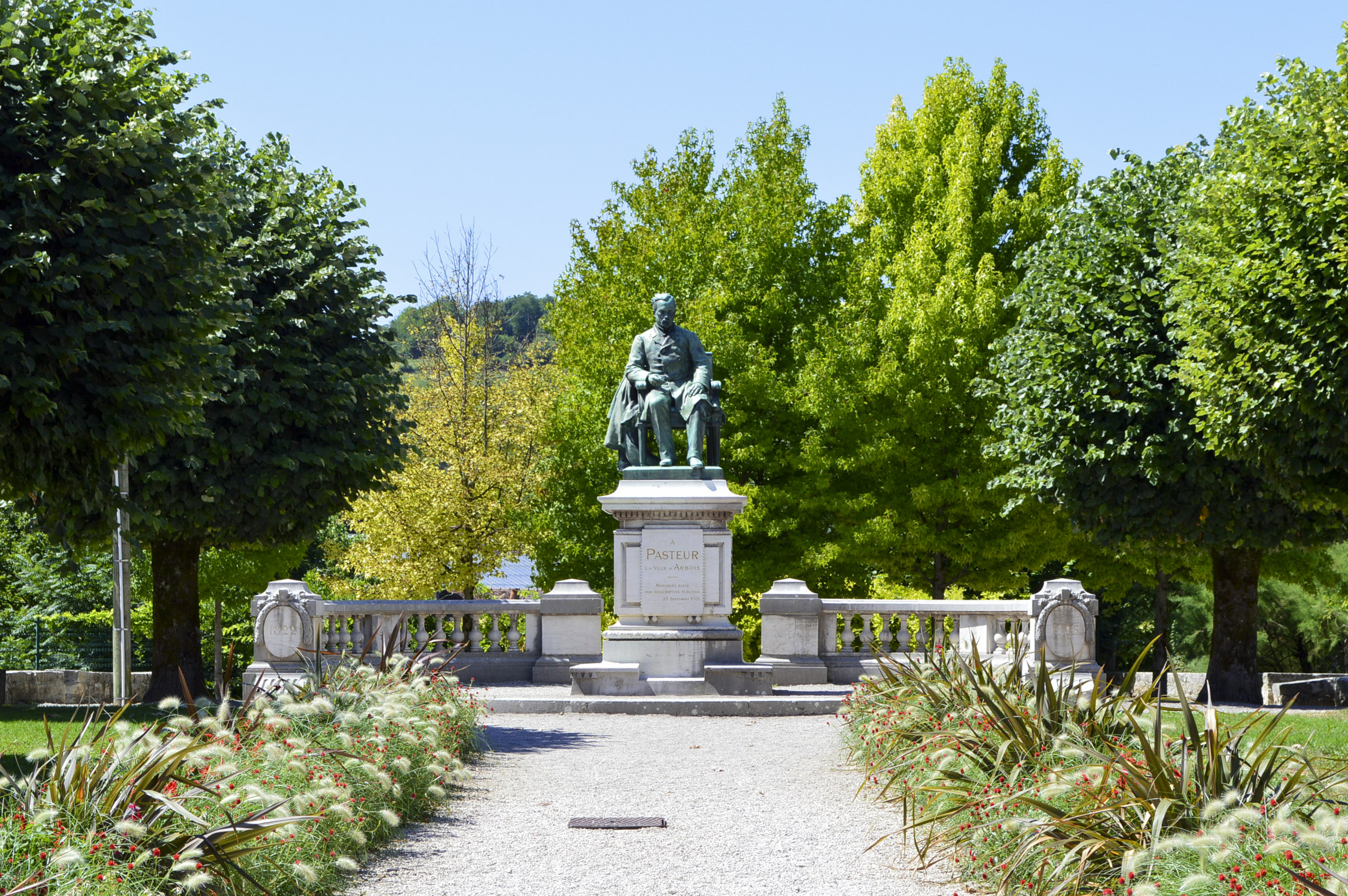
Monument à Louis Pasteur, dans la ville d'Arbois.

#### Personnalités nées à Arbois
- Jean Vuillemin, médecin et poète du XVIe siècle ;
- Joseph Morel (?-1595), capitaine comtois, défenseur de la place d'Arbois lors du siège de la ville par les troupes du Maréchal français Charles de Gontaut;
- Jean Étienne Joseph Baud (1734-1803), sous-préfet de Saint-Claude ;
- Jean Étienne Baron (1736-1803), sous-préfet de Saint-Claude ;
- Anatole Morivaux (1745-1816), homme politique, député du Jura de 1791 à 1792.
- Pierre Ignace Regnaud d'Epercy[95] (1746-1805), procureur du roi, député du tiers aux États-Généraux.
- Pierre Bouvenot (1748-1833), magistrat, président du tribunal d'Arbois ;
- Jean-Baptiste Courvoisier (1749-1803), avocat au Parlement de Franche-Comté ;
- Pierre Claude Bousson (1752-1845), capitaine du 3e régiment de dragons et chevalier de Saint-Louis ;
- Ignace François Bousson (1759-1825), général et baron d'Empire, chevalier de la Légion d'honneur ;
- Jean-Charles Pichegru (1761-1804), général, commandant en chef de l'Armée du Rhin, député du Jura ;
- Jacques-Henri Laurenceot (1763-1833), député girondin du Jura à la Convention nationale ;
- François Guinchard (1764-?), capitaine d'armée ;
- Jean-Antoine David (1767-1799), général de brigade ;
- Jacques-Antoine-Adrien Delort (1773-1848), général et baron d'Empire ;
- Charles Anne Joseph Domet de Mont (1777-1848), militaire, géologue, conseiller du Jura, et chevalier de la Légion d'Honneur ;
- Charles Victor Barbier (1787-1860), capitaine d'armée ;
- Claude Charles Joseph Gabriel Jolliton (1774-1836), capitaine, chevalier de la Légion d'Honneur ;
- Jean-Pierre Jarre (1775-1856), capitaine, chevalier de la Légion d'Honneur ;
- Claude François Boisson (1784-1836), adjudant au 4e régiment de hussards, médaillé de Sainte-Hélène ;
- Jean-François Saillard (1785-1839), capitaine, chevalier de la Légion d'Honneur et de Saint-Louis ;
- François-Joseph Noir (1787-?), sergent de la Vieille Garde, médaillé de Sainte-Hélène ;
- Anne Claude Belon d'Aligny (?-1834), baron d'Empire ;
- Auguste Napoléon Parandier (1804-1905), ingénieur, inspecteur général des Ponts et Chaussées ;
- Alphonse Joseph Charles de Moréal Brevans (1823-?), artiste-peintre et dessinateur ;
- Auguste Pointelin (1839-1933), peintre-paysagiste ;
- Jules Viennet, sculpteur du XIXe siècle ;
- Ernest Caroillon (1861-1945), religieux et historien ;
- Emmanuel Templeux (1871-1957), artiste-peintre ;
- Joseph Sylvestre Sauget (1871-1955), botaniste ;
- André Baud (1879-1950), homme politique ;
- Charles Brune (1891-1956), homme politique ;
- Jean Badré (1913-2001), officier de l'armée française puis prêtre et évêque, décoré de la Croix de guerre, de la médaille de la Résistance et de la Légion d'honneur ;
- Gabriel Girard (1920-1944), maquisard ayant participé à un attentat contre des policiers allemands, le 14 mars 1944, arrêté le 26 mars, condamné à mort le 30 mai et exécuté le 1er juin, à la Citadelle de Besançon ;
- François Chambelland (1923-1941), résistant arrêté le 1er mars 1941 et fusillé le 18 septembre, à la Citadelle de Besançon ;
- André Jeunet (1924-2001), grand chef cuisinier à Arbois (Hôtel de Paris, une étoile au Guide Michelin à partir de 1959) et meilleur sommelier de France en 1966
- Jean-Luc Bouilleret (1953-), évêque de Besançon ;
- Jean-Paul Jeunet (1954-), grand chef cuisinier à Arbois (Maison Jeunet, deux étoiles au Guide Michelin à partir de 1996) ;
- Yves Gravel (-), peintre.

#### Personnalités extérieures ayant résidé à Arbois
- Jean-Baptiste Patrauld (1751-1817), né à Ray-sur-Saône et mort à Villemoutiers, frère minime à Arbois, professeur de mathématiques de Napoléon Ier et de Jean-Charles Pichegru à l’École Royale militaire de Brienne-le-Château.
- Louis Pasteur (1822-1895), chimiste, physicien, microbiologiste. Il grandit et réside à Arbois. Il éprouve cet amour du pays qu’il communique à son épouse et ses enfants. Pour preuve, la description faite par Jean-Baptiste Pasteur à son ami René Vallery-Radot en 1879, quelques mois avant son mariage avec sa sœur Marie-Louise : « […] Nos allées ombreuses sont les chemins de tout le monde, nos coins de verdure sont les bois des montagnes d'alentour, nos bancs de mousse n'existent que dans ton imagination, les ruisseaux roucoulant se réduisent à un torrent qui traverse Arbois sous le nom de la Cuisance, et notre castel n'est autre que la plus modeste des habitations situé en pleine petite ville, sans le moindre jardinet ni devant ni derrière. C'est ici que mon père a passé toute son enfance et cette maison, en partie habitée par la sœur de mon père et sa famille, il a toujours tenu à la revoir, à s'y retrouver chaque année avec nous, à la garder, par un sentiment de pitié pour la mémoire vénérée du grand-père Pasteur. Viens donc, mon cher René, et viens vite, tu ne verras ni parc, ni tourelles, mais tu trouveras dans un pays superbe, au milieu d'une famille qui t'adore, une hospitalité à laquelle tu dois bien t’attendre […] »[96].
- René Garoz, maquisard originaire de Lons-le-Saunier, ayant participé à un attentat contre des policiers allemands, le 14 mars 1944, à Arbois, arrêté le 26 mars, condamné à mort le 30 mai et exécuté le 1er juin, à la Citadelle de Besançon.
- Joseph Nechvatal (1951-), peintre, docteur en philosophie de l'art et en nouvelles technologies, professeur à la School of Visual Arts de New York. Il développe un programme de virus informatiques, à la maison Pasteur, lors de son séjour à Arbois, de 1990 à 1993.
- Jean-Claude Pirotte (1939-2014), écrivain et poète.
- Joël Bagage (1929-2016), érudit, linguiste et figure locale.
- Henri Maire (1917-2003), homme d'affaires français est mort à Arbois. A permis le renouveau du vignoble d'Arbois et sa popularisation au cours du xxe siècle.

### Héraldique, logotype et devise

#### Blason
|  | Les armes de la commune se blasonnent ainsi : D'azur au pélican d'argent becquetant sa poitrine gouttelée de gueules pour ses petits aussi d'argent, le tout posé sur un nid d'or. |

Le symbole d'Arbois est le pélican héraldique, dit pélican de piété, nourrissant ses petits en se perçant le cœur de son bec. Il s'agit là d'un symbole christique. La fanfare d'Arbois, qui joue lors de la fête du Biou, s'appelle le Pélican en référence à cet animal symbolique. Il existe aussi une guggenmusik appelée la Biou'Z'Musik.
Le blasonnement est décrit selon les sources et les représentations « d'azur à un pélican d'argent avec sa piété dans une aire d'or », ou encore « de sable, au pélican d'or avec sa piété dans une aire du même », ce dernier utilisant les couleurs de la ville. Les couleurs d'Arbois sont en effet le jaune (or) et le noir (sable), dans lesquels on peut voir une allusion au vin jaune et à la forêt.

#### Logotype

Le logotype de la ville d'Arbois.

Le logo actuel de la ville, créé en 2022 par l'agence NikO, est inspiré du blason historique en faisant apparaitre le pélican de piété et une grappe de raisin, et des couleurs de la ville, le jaune et le noir.

#### Devise
« Sic his quos diligo » La devise d'Arbois, en latin, se traduit en français « Ainsi je fais pour ceux que j'aime ».